# Gerhard Marcks

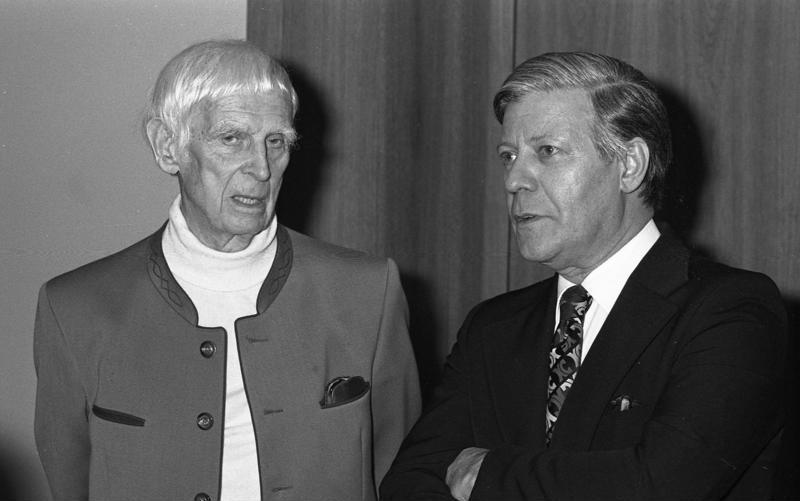
Gerhard Marcks mit Bundeskanzler Helmut Schmidt (1977)

Gerhard Wilhelm Albert Marcks (* 18. Februar 1889 in Charlottenburg bei Berlin; † 13. November 1981 in Burgbrohl) war ein deutscher Bildhauer und Grafiker. Er wirkte von 1919 bis 1924 als Lehrer am Staatlichen Bauhaus in Weimar und ab 1925 als Leiter der Bildhauerklasse an der Kunstschule Burg Giebichenstein in Halle, deren Rektorat er 1928 übernahm. 1933 wurde er von den Nationalsozialisten entlassen, die dann mehrere seiner Werke in der Ausstellung „Entartete Kunst“ diffamierten.
1945 erhielt er einen Ruf an die Landeskunstschule in Hamburg, und ab 1950 arbeitete er freischaffend. 1971 wurde das Gerhard-Marcks-Haus in Bremen eröffnet, das seinen künstlerischen Nachlass verwaltet.

## Biografie

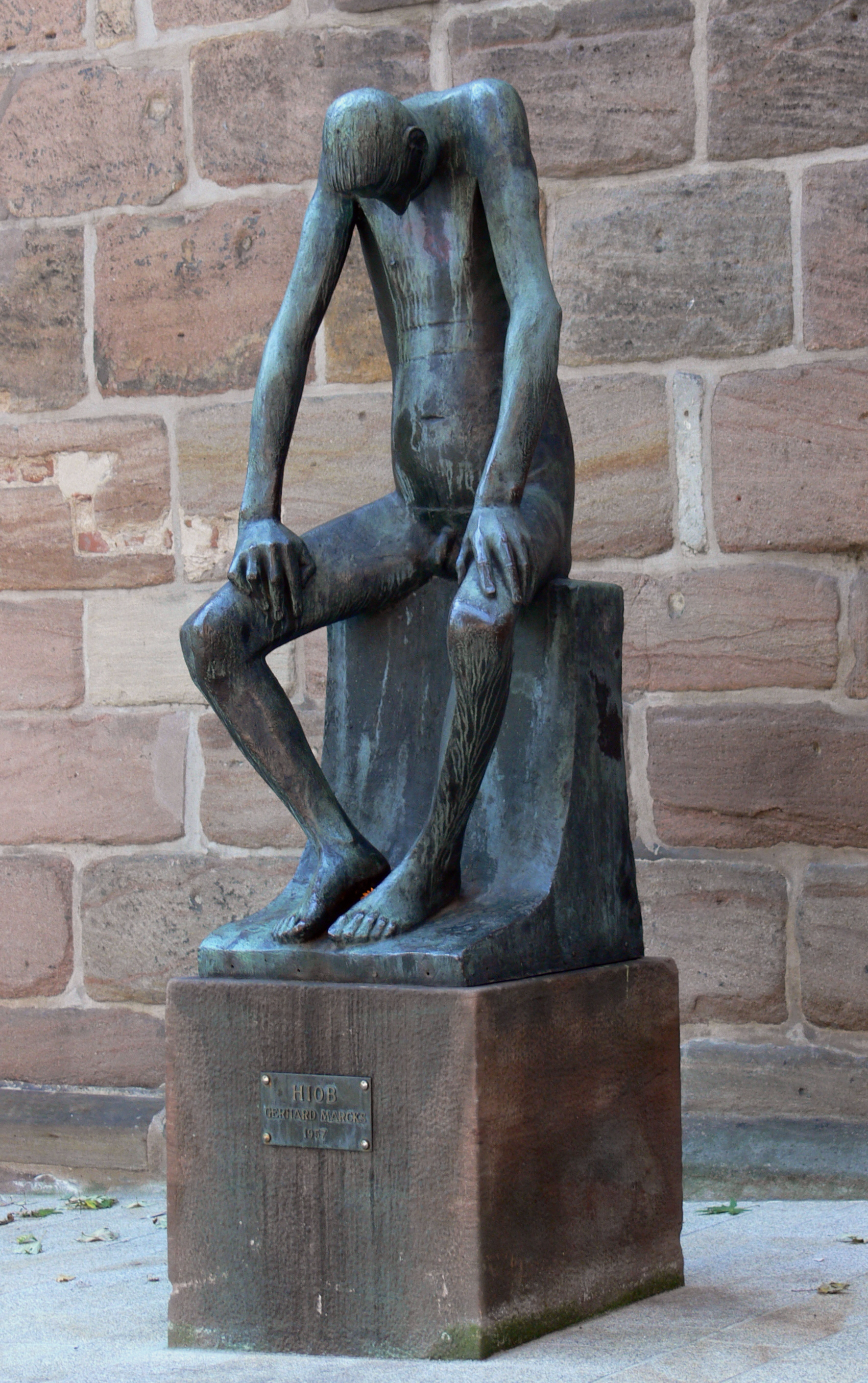
Hiob-Plastik von 1957 in Nürnberg (2008)

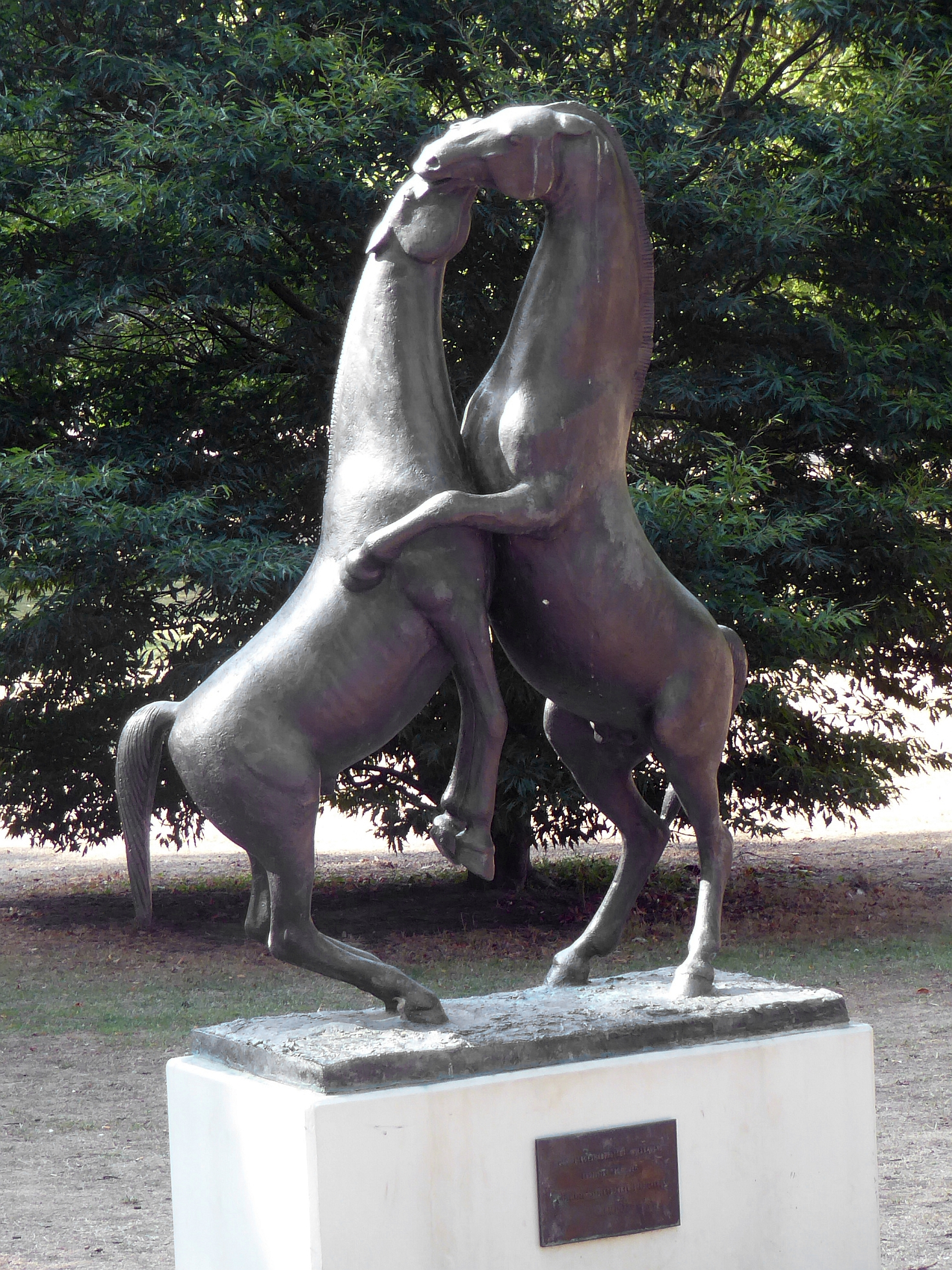
Spielende Hengste von 1962 in Wiesbaden, Park am warmen Damm (2018)

Marcks war ein autodidaktischer Bildhauer aus dem Umfeld der Berliner Secession. Wichtige Inspiration für seine anti-akademische Haltung war der französische Bildhauer Auguste Rodin.

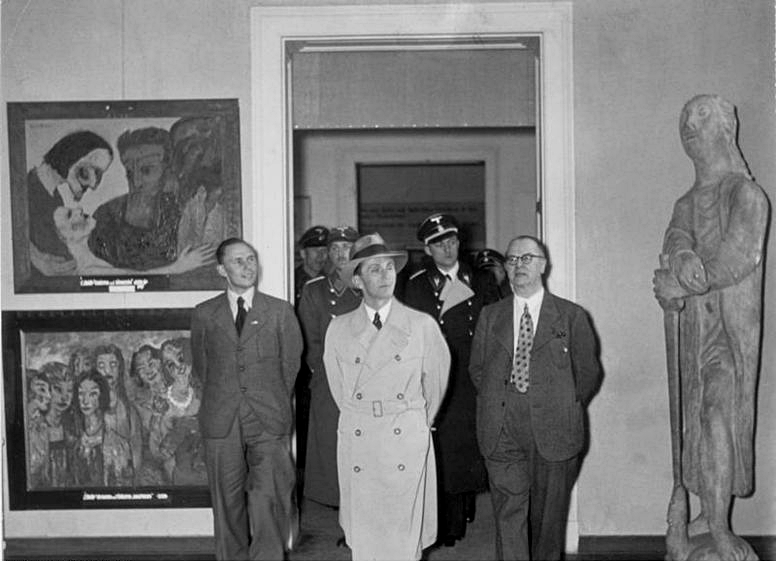
Joseph Goebbels in der Ausstellung „Entartete Kunst“ in Berlin 1938, links zwei Gemälde von Emil Nolde, rechts eine Skulptur von Gerhard Marcks: Heiliger Georg (1929/30).

Ab 1908 arbeitete Marcks in einer Werkstattgemeinschaft zusammen mit dem Bildhauer Richard Scheibe. Er genoss in den ersten Jahren die Anleitung von August Gaul und Georg Kolbe. Er beschäftigte sich auch mit Porzellan; in den Schwarzburger Werkstätten für Porzellankunst Unterweißbach, die unter Leitung von Max Adolf Pfeiffer standen, schuf er mehrere Tierplastiken.
Von 1912 bis 1913 befand er sich als Einjährig-Freiwilliger zur militärischen Ausbildung beim Infanterie-Regiment „Lübeck“ (3. Hanseatisches) Nr. 162 in Lübeck. Danach erhielt er einen Auftrag für die Kölner Werkbundausstellung in Verbindung mit Walter Gropius.
1914 heiratete er Maria Schmidtlein (1886–1983). Er wurde zum Militärdienst im Ersten Weltkrieg eingezogen. Weil er schwer erkrankte, wurde er 1916 aus dem Militärdienst entlassen.
1917 arbeitete er mit den Steingutfabriken Velten-Vordamm zusammen. Es entstanden farbig glasierte Tierplastiken, die für die Serienproduktion gedacht waren. Ab 1918 lehrte er an der Staatlichen Kunstgewerbeschule in Berlin bei Bruno Paul. 1919 wurde er an das Staatliche Bauhaus in Weimar berufen. Ab 1920 leitete er die Bauhaus-Töpferei in Dornburg/Saale; er arbeitete dort mit Otto Lindig, Max Krehan, Marguerite Friedlaender und Franz Rudolf Wildenhain zusammen. Durch seine Freundschaft mit Lyonel Feininger wurde er angeregt, sich auch mit dem Holzschnitt zu beschäftigen.
Für die Bauhaus-Ausstellung 1923 schlug er als „griffige Abkürzung“ vor: „Bau Hau auwei! (nämlich Bauhausausstellung Weimar)“. An Walter Gropius schrieb er am 9. Oktober 1925: „... dass wir schließlich zwei verschiedenen Welten angehören. Du hast mir aber, soweit dieser Rahmen es zuließ, Deine Freundschaft nie versagt, und dafür danke ich Dir! Bewahre mir weiterhin Deine anerkennende Verachtung, ich will’s auch so halten.“ – Die Bauhaus-Töpferei wurde beim Umzug nach Dessau nicht mit übernommen.
Am 15. September 1925 wurde er als Lehrer der Bildhauerklasse an die Kunstschule Burg Giebichenstein in Halle berufen und war dort von 1928 bis 1933 Direktor. Im Jahr 1931 kam unter seiner Leitung der bekannte Möbeldesigner Erich Dieckmann als künstlerischer Leiter in die Tischlerei der Werkstätten der Stadt Halle (Saale). Marcks unternahm Studienreisen nach Paris zusammen mit Charles Crodel, Italien (Villa Massimo) und Griechenland. 1928 erhielt er den Villa-Romana-Preis. Nach der Berufung von Paul Thiersch an die Technische Hochschule Hannover übernahm er 1928 das kommissarische Direktorat an der Burg Giebichenstein bis zu seiner Kündigung (amtierend als Stellvertreter, weil er kein Beamter werden wollte).
1933 wurde er entlassen, weil er sich für den Verbleib jüdischer Lehrkräfte, wie Marguerite Friedlaender-Wildenhain, an der Kunstschule eingesetzt hatte. Er zog nach Niehagen, heute ein Ortsteil von Ahrenshoop in Mecklenburg. 1935 war er als Studiengast fünf Monate in der Villa Massimo in Rom, ab 1936 arbeitete er in Berlin, wo er sich 1936 mit der Plastik „Schwimmerin“ aus dem Jahre 1934 am Olympischen Kunstwettbewerb beteiligte. Das gemeinsam mit Crodel ausgeführte Musikzimmer der Burse zur Tulpe (Studentenhaus der Universität Halle/Saale) wurde 1936 zerstört, Marcks bezog daraufhin für ein Jahr den Atelierraum Nr. 13 in der Ateliergemeinschaft Klosterstraße. 1937 beschlagnahmten die Nationalsozialisten 86 seiner Arbeiten und diffamierten mehrere seiner Werke in der Ausstellung „Entartete Kunst“. Vor einer Hausdurchsuchung wurde er von seinem ehemaligen Meisterschüler Wilhelm Löber gewarnt, der daraufhin 1938 aus der SA ausgeschlossen wurde. Marcks blieb jedoch Mitglied der Reichskammer der bildenden Künste. Für diese Zeit ist seine Teilnahme an 21 Ausstellungen bis 1940 sicher belegt.

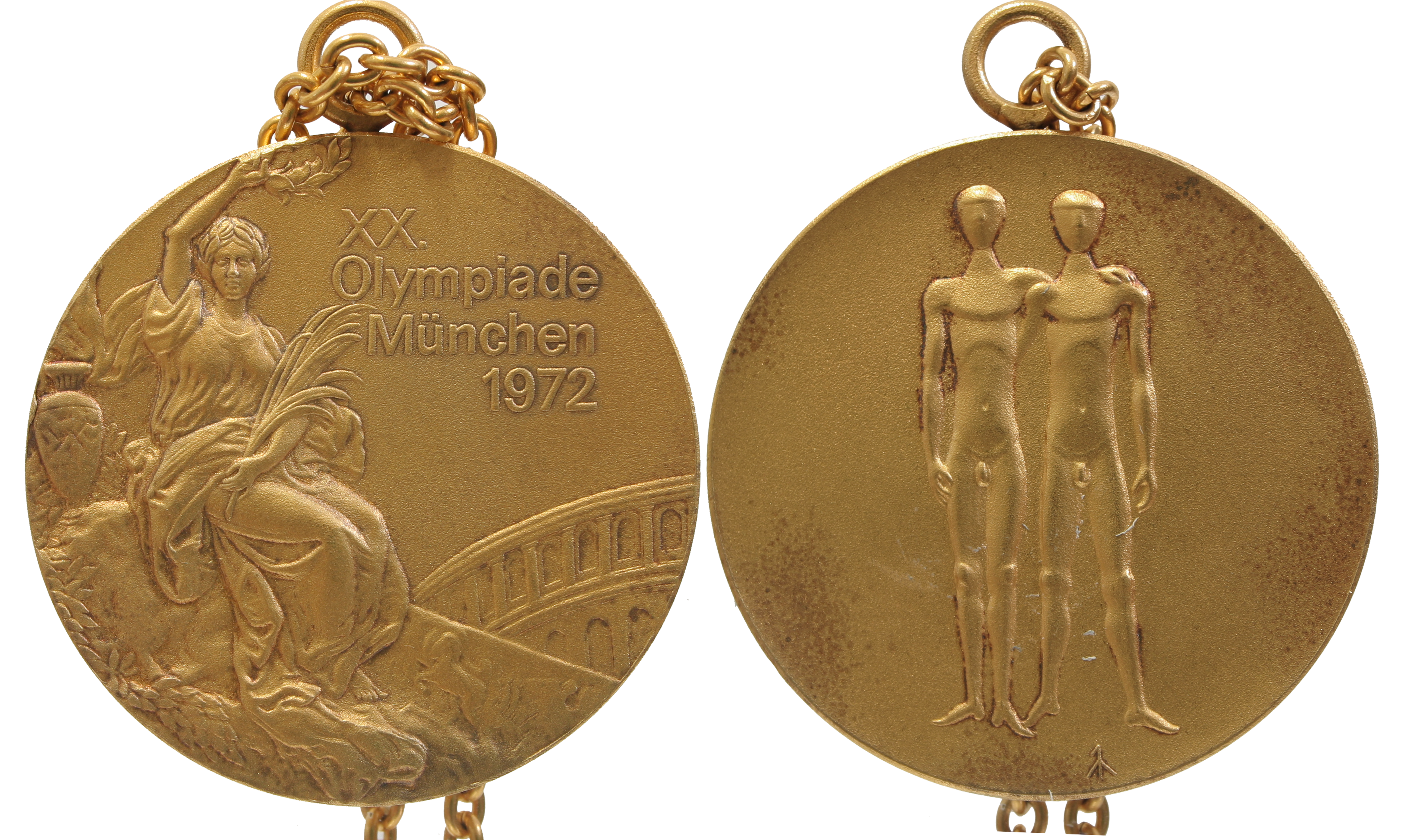
Siegermedaille Olympische Sommerspiele 1972 von München mit der von Gerhard Marcks gestalteten Rückseite

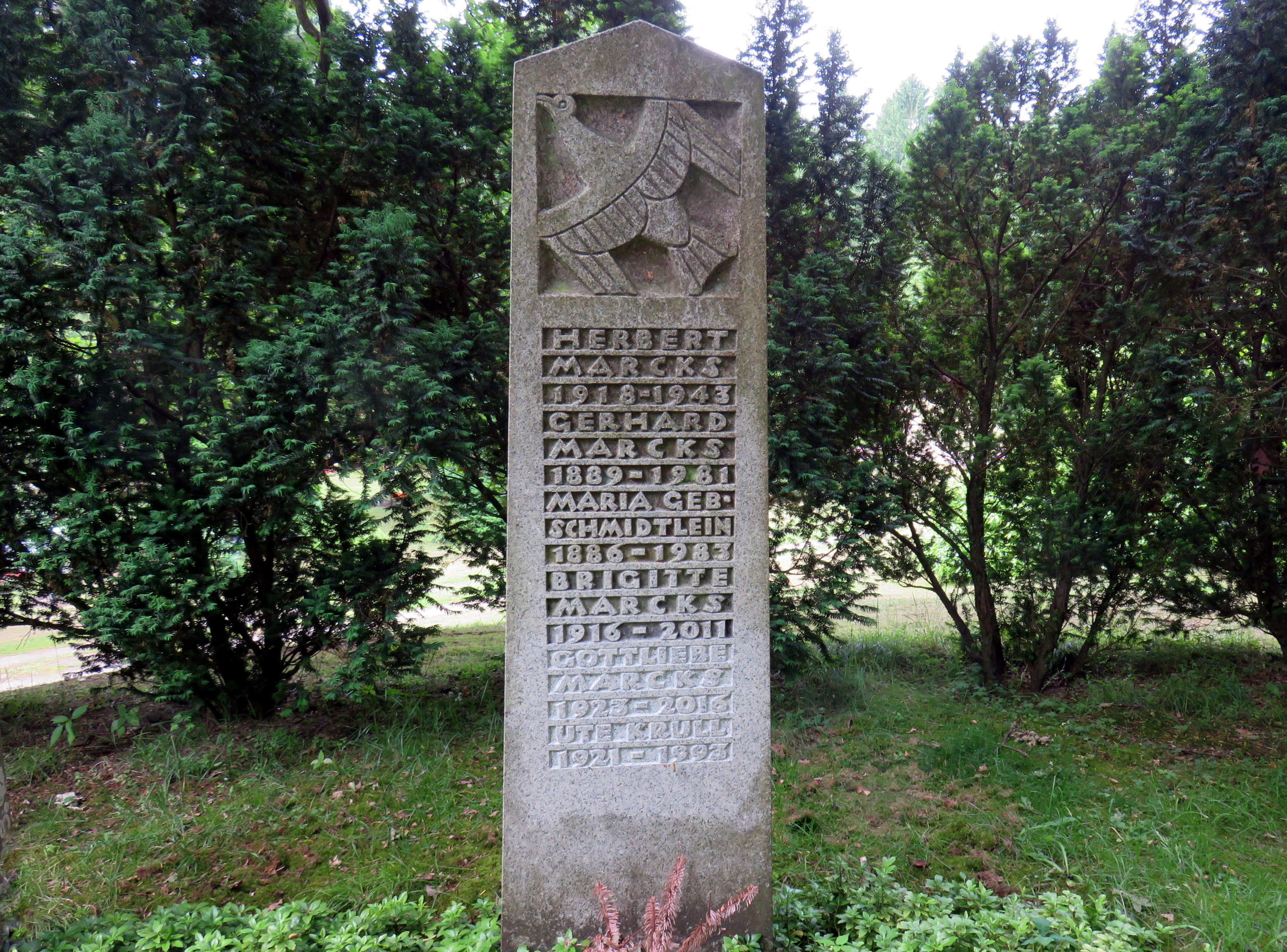
Marcks-Grabmal auf dem Ohlsdorfer Friedhof

1945 wurde er an die Landeskunstschule in Hamburg berufen, ab 1950 arbeitete er freischaffend in Köln, wo ihm die Stadt ein von Wilhelm Riphahn erbautes Haus in Müngersdorf zur Verfügung stellte. 1951 wurde er zum Juror der Kunstausstellung Eisen und Stahl berufen, seit 1955 war er Mitglied der Berliner Akademie der Künste. 1980 wurde er als auswärtiges Ehrenmitglied in die American Academy of Arts and Letters gewählt.
Für die Olympischen Sommerspiele 1972 in München durfte Gerhard Marcks die Rückseite der Siegermedaillen gestalten. Er wählte als Abbildung die antiken Halbbrüder Kastor und Polydeukes, die bei den Griechen als Schutzpatrone der Kampfspiele und Freundschaft galten.
Anfang der 1970er Jahre zog er sich in die Eifel zurück, wo er ein Landhaus gekauft hatte.
Am 13. November 1981 starb er dort. Zuvor stellte er noch eine letzte lebensgroße Arbeit her, die als Vermächtnis gilt, die Bronze „Prometheus und der Zeus-Adler“.
Zu seinem großen Freundeskreis zählten auch u. a. Waldemar Grzimek, Ernst Barlach, Oskar Schlemmer, Lyonel Feininger, Alfred Partikel, Erich Consemüller, Charles Crodel, Ludwig Kaspar und Wilhelm Nauhaus. Zu jüngeren Freunden zählten Christian Höpfner (seit 1976) und Friedrich B. Henkel.
Die Karikaturistin Marie Marcks war seine Nichte.
Auf dem Ohlsdorfer Friedhof in Hamburg befindet sich auf einem Hügel nahe dem Nordteich das Grabmal für Gerhard Marcks und Familie.

## Ausstellungen und Ehrungen
- 1914 war er an Ausstellungen der Berliner Secession und des Deutschen Werkbundes beteiligt, nach dem Zweiten Weltkrieg an der Biennale in Venedig sowie an der documenta I (1955), der documenta II (1959) und der documenta III (1964) in Kassel.
- 1939 Robert Pudlich: Bilder, Aquarelle und Zeichnungen; Gerhard Marcks, Zoltan Székessy: Plastik und Zeichnungen: 36. Ausstellung (bei Karl Buchholz in Berlin)
- 1949 erhielt er die Goetheplakette der Stadt Frankfurt am Main.
- 1951 wurde er in den ersten Vorstand des wiedergegründeten Deutschen Künstlerbundes gewählt.[17]
- 1952 wurde er zum Ritter der Friedensklasse des Ordens Pour le Mérite berufen.
- 1954 erhielt er den Großen Kunstpreis des Landes Nordrhein-Westfalen, 1955 den Kunstpreis der Stadt Berlin.
- 1962 wurde er Ehrenmitglied der Akademie der Bildenden Künste Nürnberg.
- 1967 zeichnete ihn der Senat der Freien und Hansestadt Hamburg mit der Medaille für Kunst und Wissenschaft aus.
- 1979 wurde er zum 90. Geburtstag durch Ausstellungen in Berlin, Bremen, Köln und Nürnberg geehrt, ebenso durch die Verleihung des Großen Verdienstkreuzes mit Stern und Schulterband des Verdienstordens der Bundesrepublik. 1980 wurde er Ehrenmitglied der Academy of Letters in New York, gemeinsam mit Max Ernst und Karlheinz Stockhausen.
- 1990 zeigte die Galerie Roswitha Haftmann Modern Art, Zürich[18] Skulpturen, Zeichnungen und Holzschnitte.
- Der Kleinplanet (Asteroid) (10778) Marcks (1991 GN10) wurde am 9. April 1991 entdeckt und zu seinen Ehren benannt.[19]
- Die Klassik Stiftung Weimar zeigte in Kooperation mit dem Gerhard-Marcks-Haus in Bremen vom 17. August bis zum 5. November 2017 die Ausstellung „Wege aus dem Bauhaus. Gerhard Marcks und sein Freundeskreis“ im Neuen Museum Weimar. Vom 26. November 2017 bis 4. März 2018 war die Ausstellung im Gerhard-Marcks-Haus zu sehen. Es war die Auftaktausstellung der Klassik Stiftung zum 100-jährigen Gründungsjubiläum des Bauhauses im Jahr 2019.[20]
- Vom 10. Juni bis 16. Dezember 2018 waren in der Stiftskirche des Klosters Cappenberg sakrale Skulpturen ausgestellt.
- In der Kunsthalle „Talstrasse“ in Halle (Saale) wurde vom 18. November 2018 bis 24. Februar 2019 die Ausstellung „Wir machen nach Halle“ zu Marguerite Friedlaender und Gerhard Marcks gezeigt, ein Beitrag zum Bauhaus-Jubiläum 2019. Anschließend war die Ausstellung vom 7. März 2019 bis 30. Juni 2019 im Gerhard-Marcks-Haus Bremen zu sehen.

## Nachlass

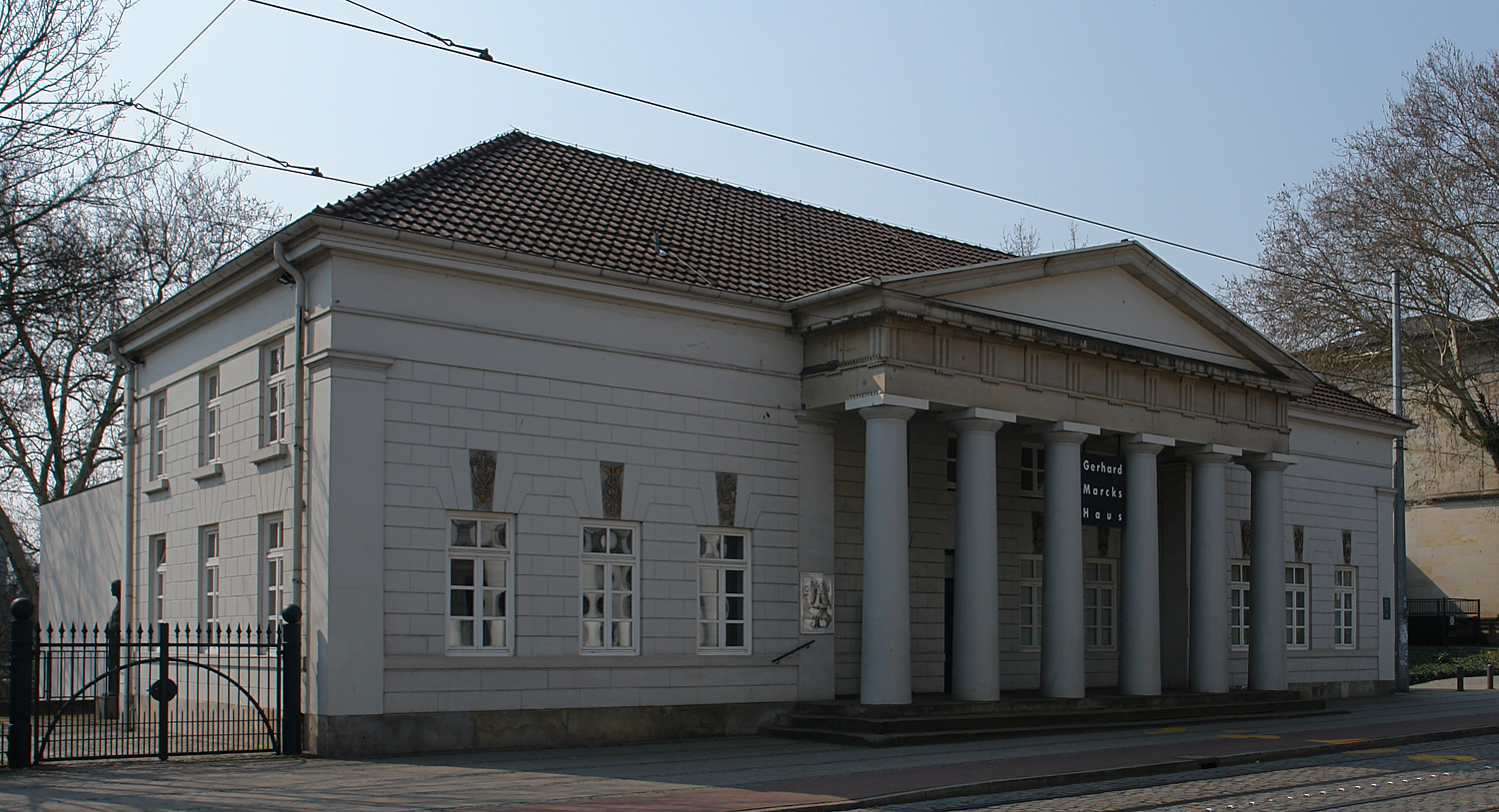
Ostertorwache, ehemaliges Akzisehaus, heute Gerhard-Marcks-Haus

Der schriftliche Nachlass liegt im Deutschen Kunstarchiv im Germanischen Nationalmuseum in Nürnberg.
Das Gerhard-Marcks-Haus in Bremen verwaltet seinen künstlerischen Nachlass und zeigt ihn in verschiedenen Ausstellungen. Das Museum wurde im September 1971 eröffnet.

## Arbeiten in Galerien und Museen (Auswahl)
- Gerhard-Marcks-Haus, Bremen
- Kunstsammlungen der Veste Coburg, Coburg
- Staatliche Galerie Moritzburg, Halle
- Schleswig-Holsteinisches Landesmuseum, Schleswig
- Kunsthalle Bielefeld
- Niedersächsische Landesgalerie, Hannover
- Kunsthalle Hamburg
- Museum of Fine Arts, Boston / USA
- Hirshhorn-Museum, Washington
- Vatikan-Museum, Rom
- Wallraf-Richartz-Museum, Köln
- Staatsgalerie Stuttgart
- South African National Gallery, Kapstadt
- Folkwang-Museum, Essen
- Staatl. Lindenau-Museum, Altenburg
- Kunsthalle Mannheim
- Karl-Ernst-Osthaus-Museum, Hagen
- Baltimore Museum of Art / USA
- Kunsthalle Rostock
- Neue Nationalgalerie Berlin (SMPK)
- Museum of Modern Art New York / USA
- Kunstsammlungen Dresden
- Angermuseum Erfurt
- Museum der bildenden Künste Leipzig
- Behnhaus Lübeck
- Die Neue Sammlung – Staatliches Museum für angewandte Kunst / The Design Museum, München

## Plastiken im öffentlichen Raum (Auswahl)

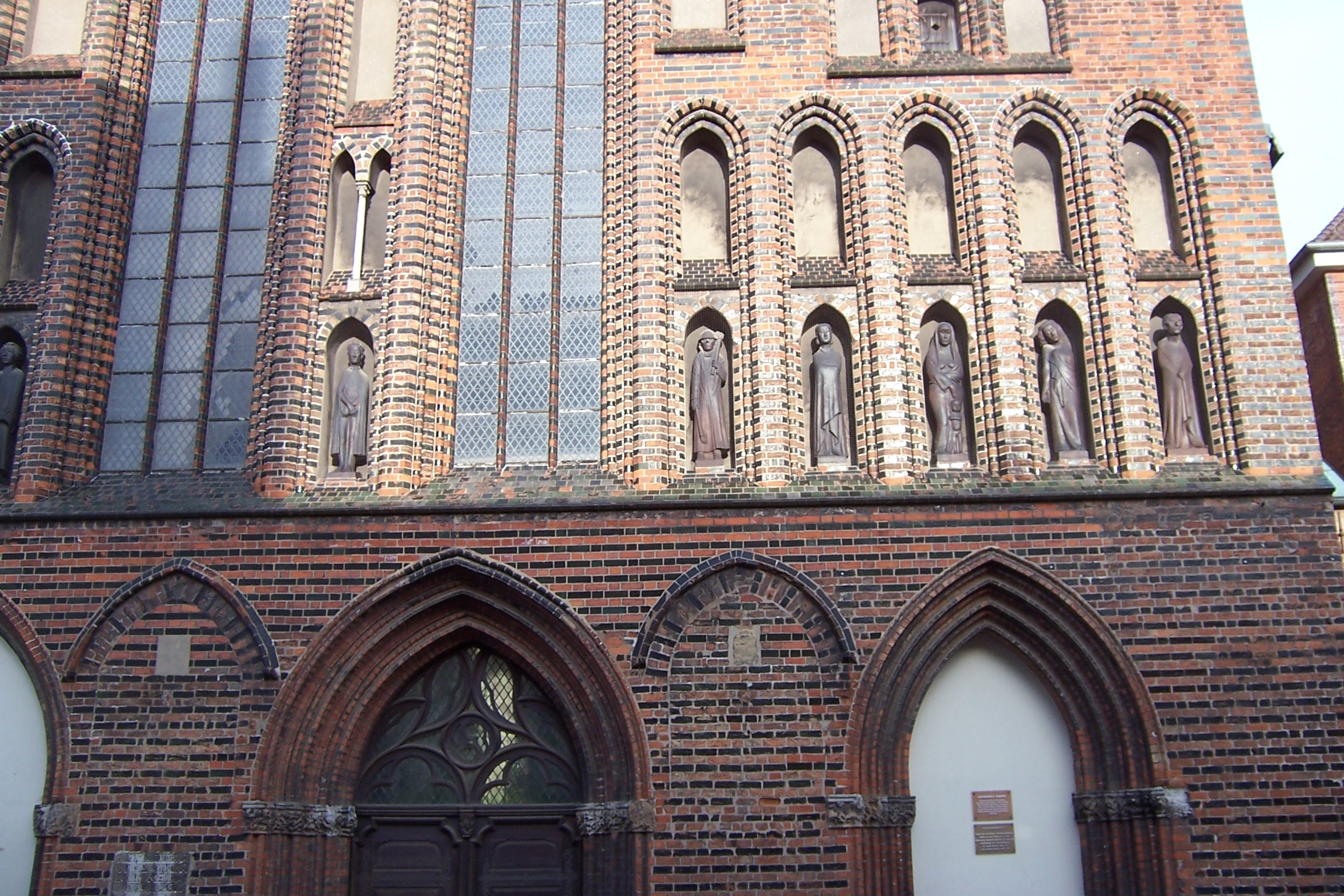
Gemeinschaft der Heiligen, Lübeck

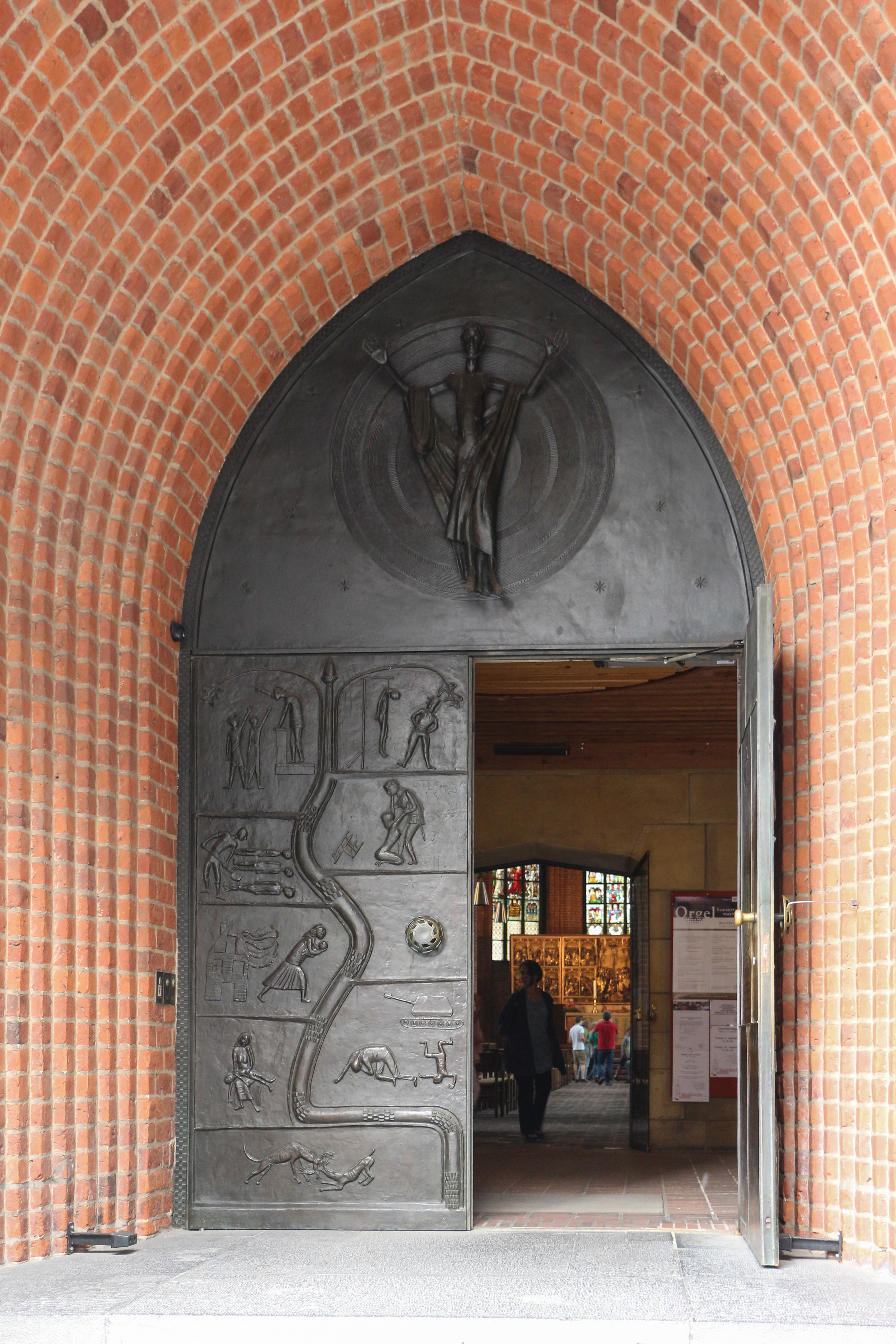
Bronzeportal der Marktkirche in Hannover, 1957–1959

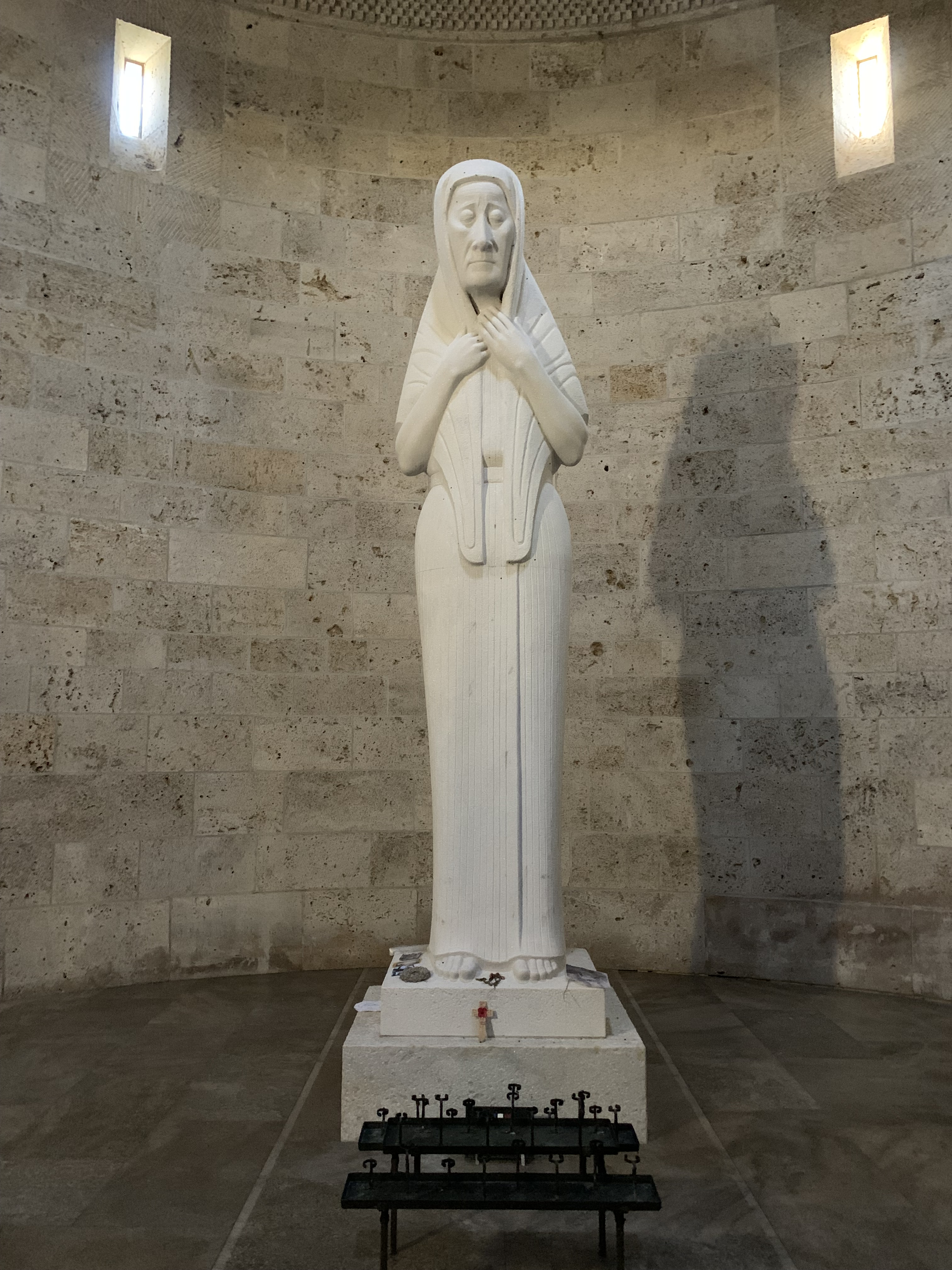
Die Mutter, Deutsche Kriegsgräberstätte Bourdon

- Pferd und Rind an den Brückenpfeilern der Kröllwitzer Brücke in Halle (1928)
- Thüringer Venus (1930) im Museumpark in Braunschweig
- Gemeinschaft der Heiligen an der Westfassade der Lübecker Katharinenkirche, Museumskirche des Museums für Kunst und Kulturgeschichte der Hansestadt Lübeck
- Der Rufer, der 40 Jahre auf dem ehemaligen Fernseh-Gelände von Radio Bremen an der Hans-Bredow-Straße gestanden hatte, wurde nach Umsetzung an das innerstädtische Weserufer dort am 23. November 2007 neu enthüllt. Hier steht er auf einem drehbaren Sockel und schaut über die Weser – für Live-Sendungen wie 3 nach 9 wird er um 180 Grad gedreht und schaut in Richtung Studio
  - Zweitguss auf der Berliner Straße des 17. Juni mit Friedenssonett von Francesco Petrarca[21]
- Die Trauernde (1949) im Lichhof vor St. Maria im Kapitol in Köln
- Charons Nachen (1951), auch bekannt als Fahrt über den Styx, integriert ins Mahnmal für die Bombenopfer (eingeweiht 1952), auf dem (Park-) Friedhof Ohlsdorf in Hamburg
- Friedensengel, im Mannheimer Volksmund bekannt unter dem Namen Die schepp’ Liesel, (eingeweiht 16. November 1952 in B4), heutiger Standort in E6 in Mannheim
- Empedokles, seit 2013 im Eingangsgebäude des IG Farben Gebäudes im Campus Westend. Vorher seit 11. November 1954 in der Eingangshalle des Hauptgebäudes der Frankfurter Goethe-Universität im Campus Bockenheim
- Trauernde Mutter (1955) Denkmal für die Opfer des Zweiten Weltkriegs, Bochum
- Der Hl. Sebastian (1956) Mahnmal für die Toten beider Weltkriege und für die Opfer des Nationalsozialismus, Bergheim[22]
- Prophet und Genius (1961) auf dem (Park-)Friedhof Ohlsdorf in Hamburg
- Die Mutter. Marmorplastik im zehn Meter hohen Rundbau mit zwölf Metern Durchmesser der Deutschen Kriegsgräberstätte Bourdon in Frankreich
- Spielende Hengste (1962), im Warmen Damm, Wiesbaden
- Mozart-Denkmal in Frankfurt am Main (1963)
- Düxer Bock (1963), ein Brunnen in Köln-Deutz
- Der Gefesselte (1963/64), Skulptur aus Basalt, Vorplatz Kunsthalle Osnabrück[23]
- Die verhüllte Eos (1964), Innenhof der Veste Coburg
- Gaea (1965) im Rosengarten des Rheinparks; eine Variation Gaea II, halbverhüllt (aus der noch von Marcks veränderten Gussform, 2005), steht in der Stollwerkpassage an der Hohe Straße, beides in Köln[24]

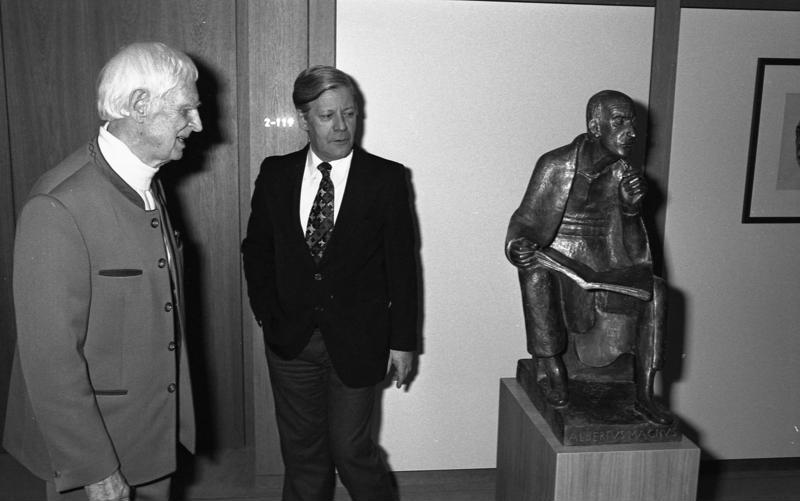
Albertus Magnus 1977, Übergabe im Bundeskanzleramt in Bonn

- Albertus Magnus (1956), Bronze-Skulptur auf dem Albertus-Magnus-Platz vor dem Haupteingang der Universität zu Köln. 1965 erfolgte ein Zweitguss für die Universität Bogota, ein dritter Abguss 1970 für die University of Texas in Houston, Texas, und schließlich auf Veranlassung der Tochter Brigitte Marcks-Geck 1996 ein Abguss für die Universität Jena, da Marcks lange Jahre enge Beziehungen zu Thüringen hatte (alle aus der Werkstatt der Kunstgießerei Schmäke, Düsseldorf). Eine kleinere, naturalistischer ausgeführte Variante des Albertus Magnus wurde von Marcks 1977 dem damaligen Kanzler Helmut Schmidt für das Bundeskanzleramt in Bonn übergeben.
- Orpheus (1959), im Heinz-Hilpert-Theater, Lünen; ein Abguss der Originalstatue wurde 1980 in Düren aufgestellt, ein weiterer Abguss befindet sich seit 1972 im Hauptgebäude der Justus-Liebig-Universität Gießen.
- Krieg und Frieden am Festplatz in Bleicherode
- Reiterstatue des Heiligen Georg vor der Dreieinigkeitskirche in Hamburg-St. Georg (1959)
- Bronzeportal des Westeingangs der Marktkirche in Hannover (1959)
- Freya im Museumsgarten der Sparkasse, Duisburg
- Hiob (1957) auf dem Vorplatz der Klarakirche in Nürnberg
- Wiehernder Hengst, Gießener Kunstweg
- Mahnmal für die Opfer beider Weltkriege (1968) auf dem Altstadtfriedhof in Mülheim an der Ruhr
- Die Hüterin, Skulptur in Bronze vor dem Oldenburgischen Staatstheater
- Bremer Stadtmusikanten, Skulptur in Bronze neben dem Bremer Rathaus
- Skulpturengarten der Bürgerschaft in Bremen neben dem Haus der Bürgerschaft
- Seeadler in Bronze (1983) in Bremerhaven an der alten Geestebrücke
- Fortuna vor der Dortmunder Filiale der Deutschen Bundesbank
- Maya vor der Kunsthalle Emden
- Jupiter am Freizeitbad H2O Remscheid

## Galerie

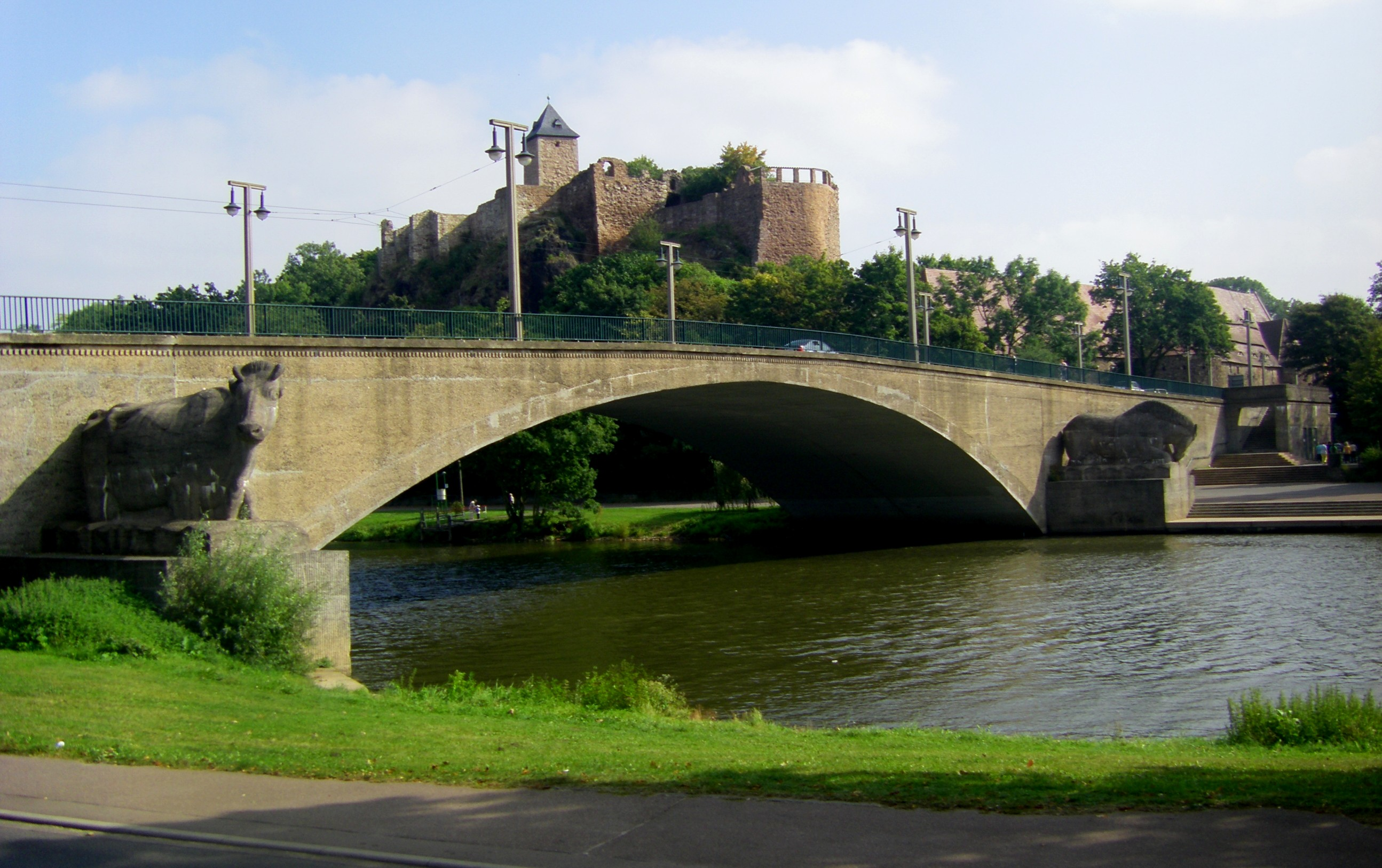
Rind und Pferd (1928)
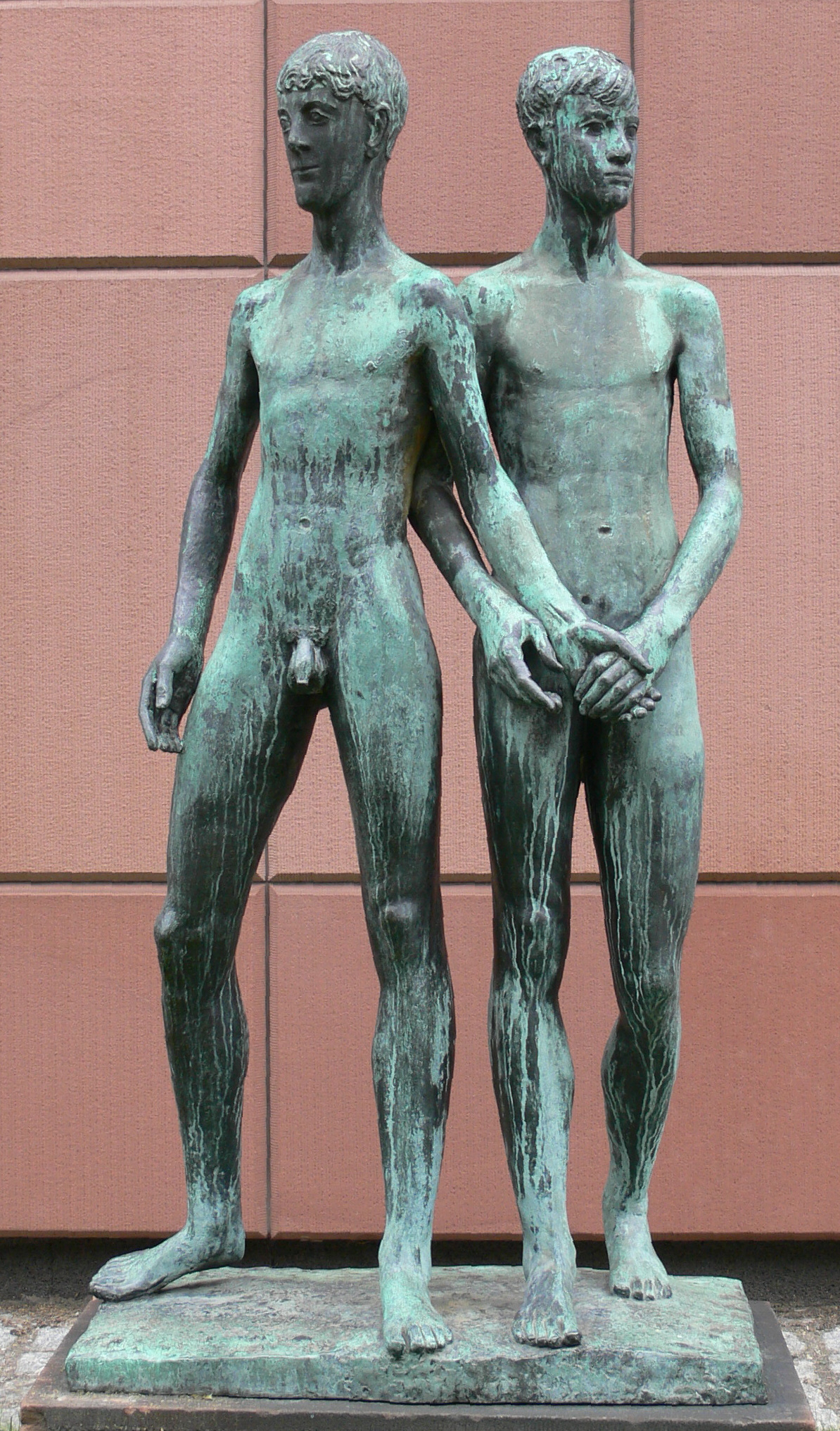
Zwei Freunde (1936)
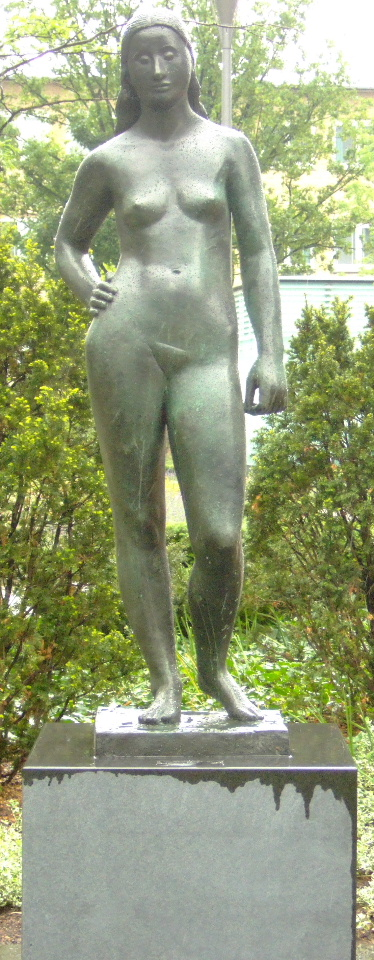
Freya (1950)
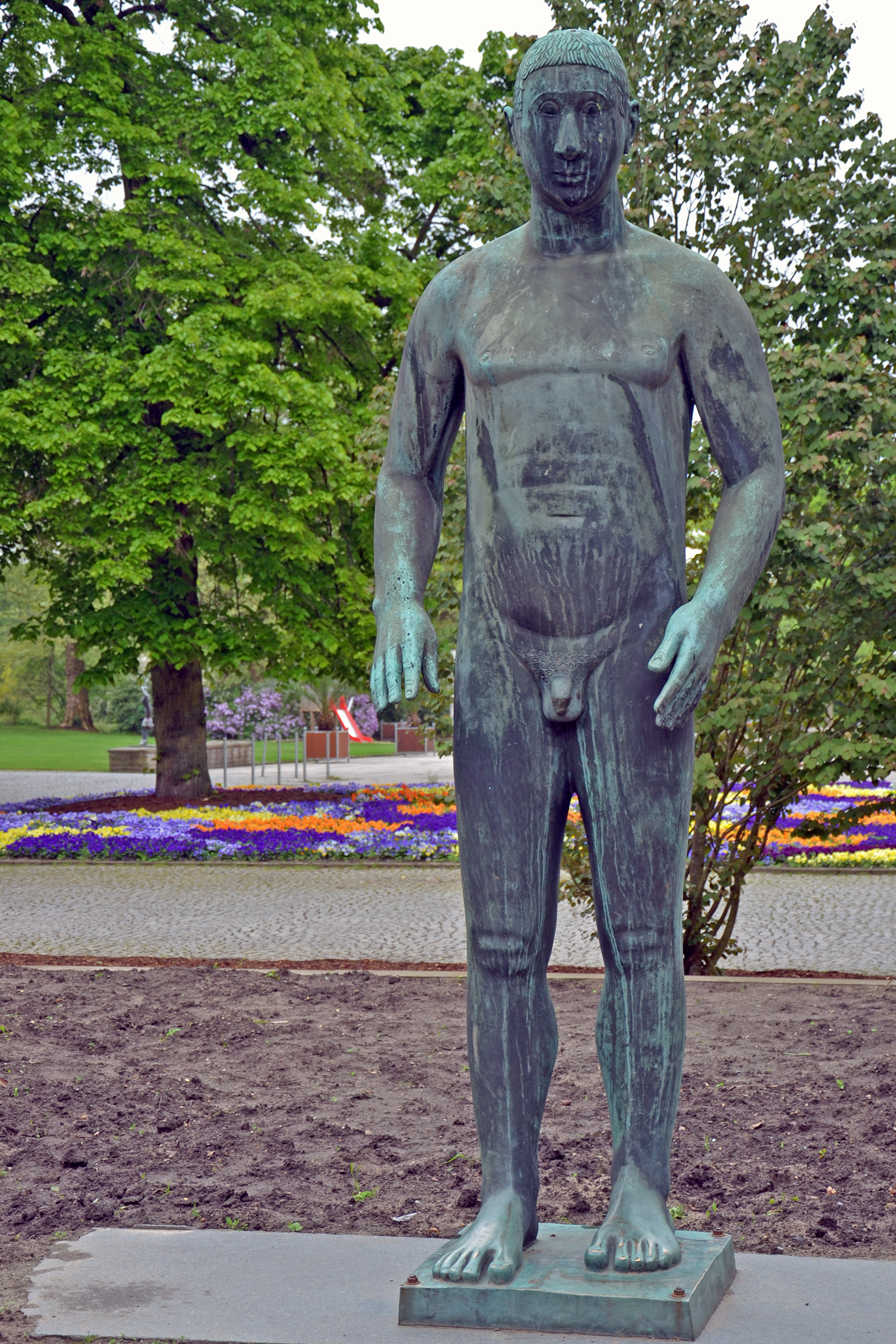
Großer Adam im Grugapark, Essen (1953)
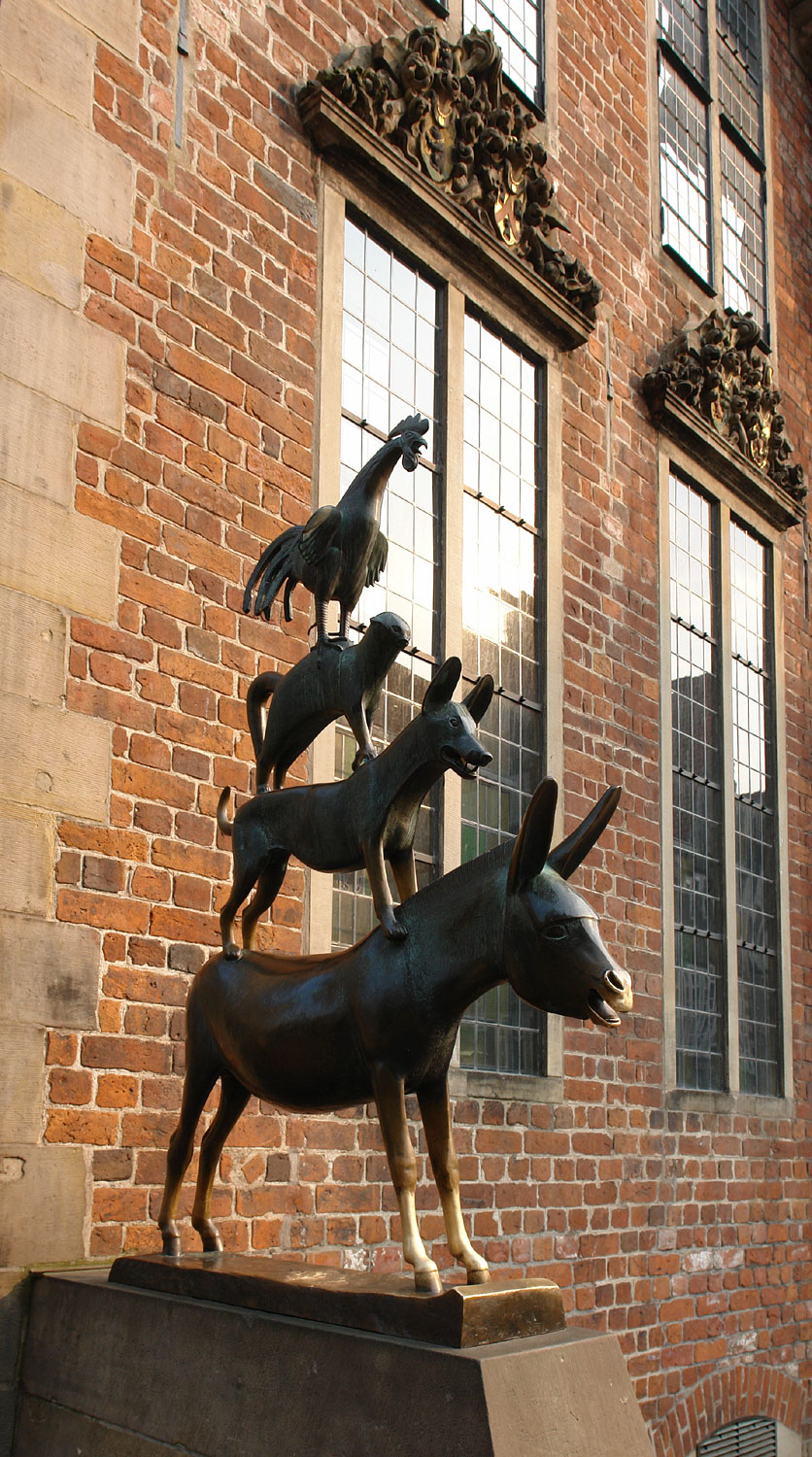
Die Bremer Stadtmusikanten (1953)
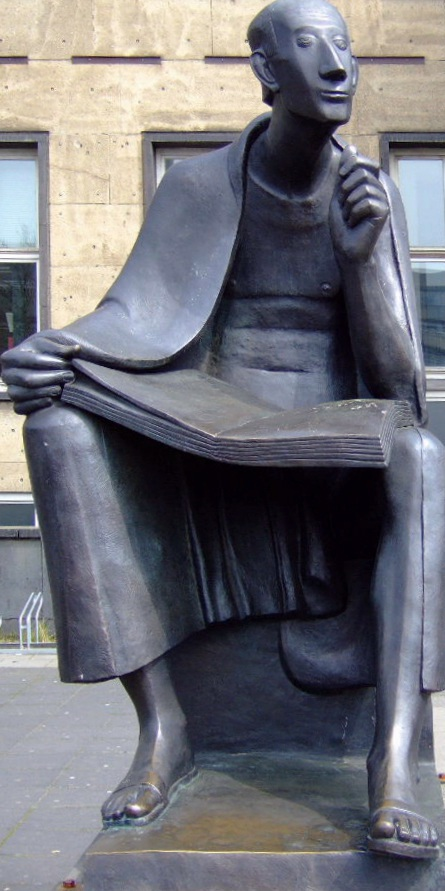
Albertus Magnus (1956)
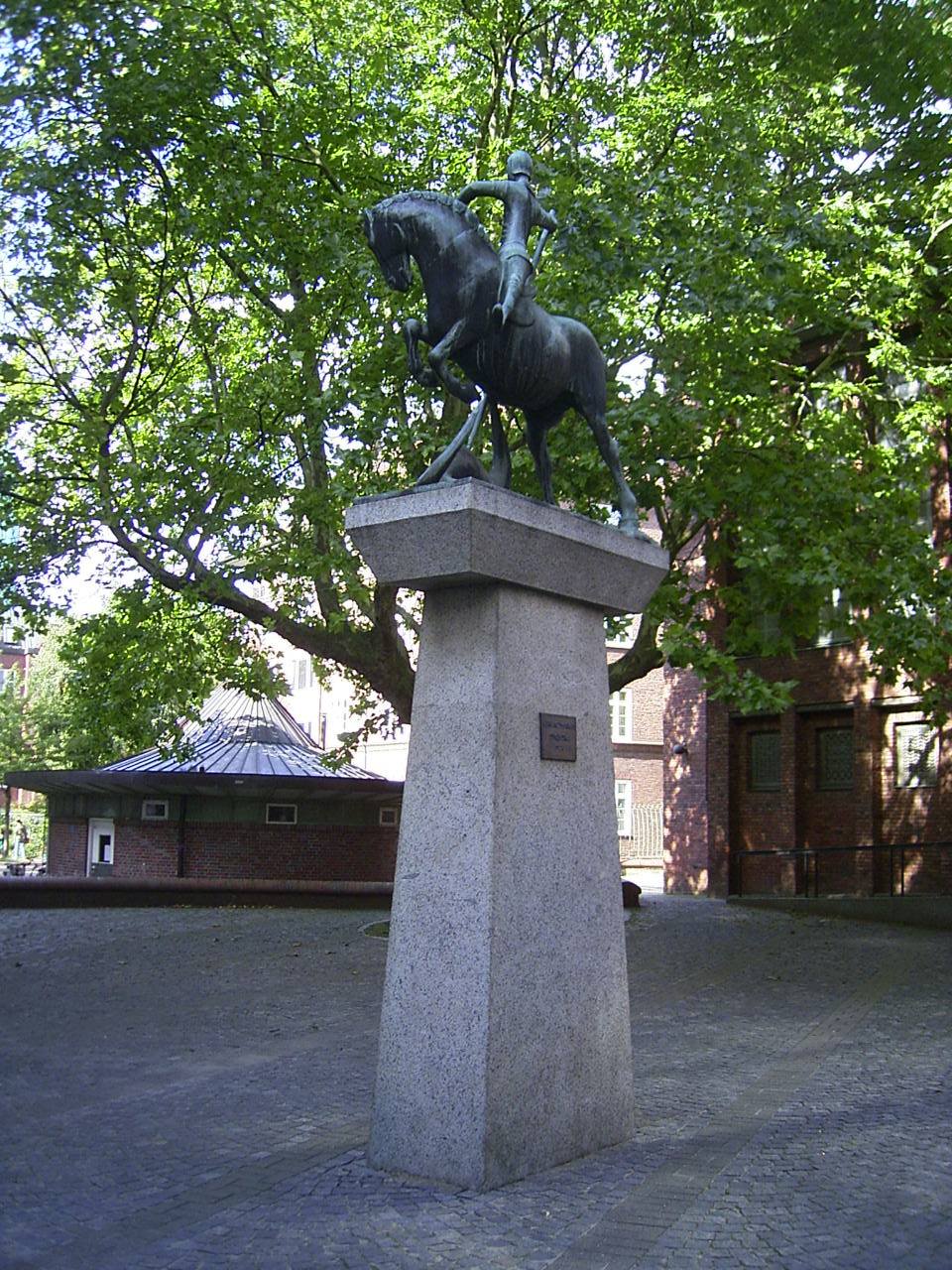
Heiliger Georg mit dem Drachen (1959)
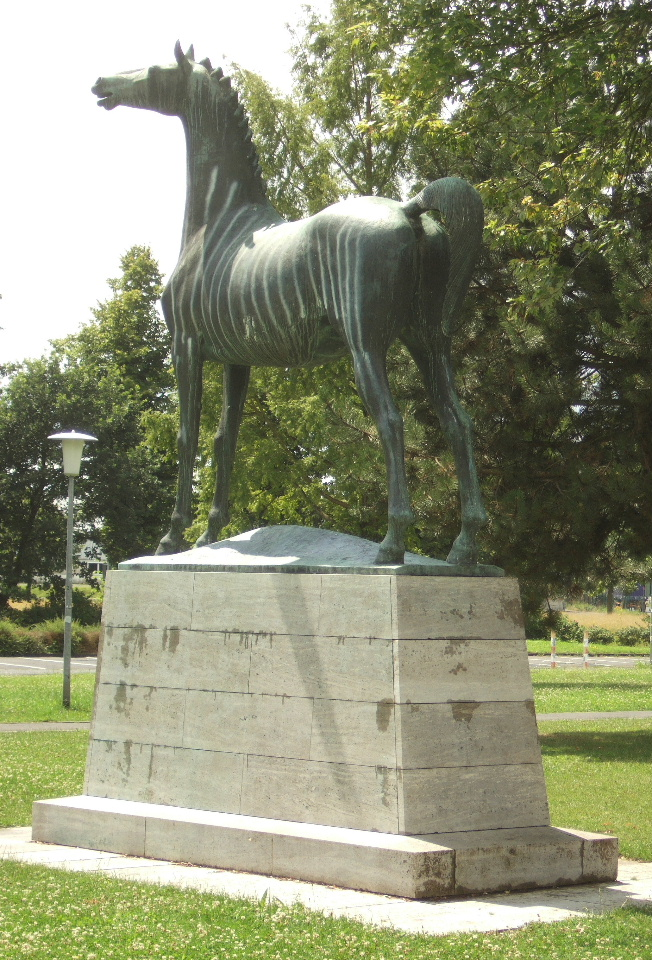
Wiehernder Hengst (1961)
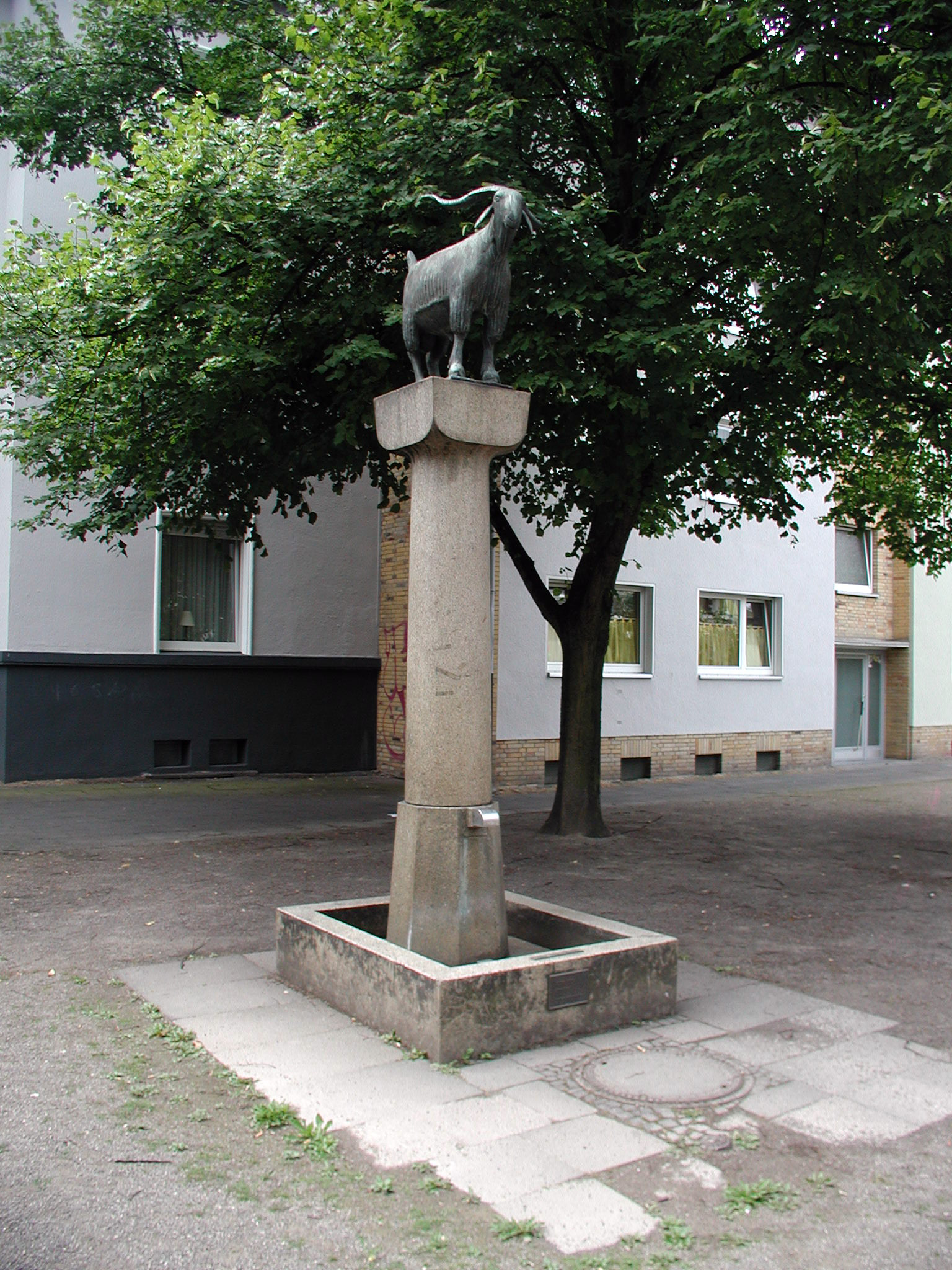
Düxer Bock (1963)
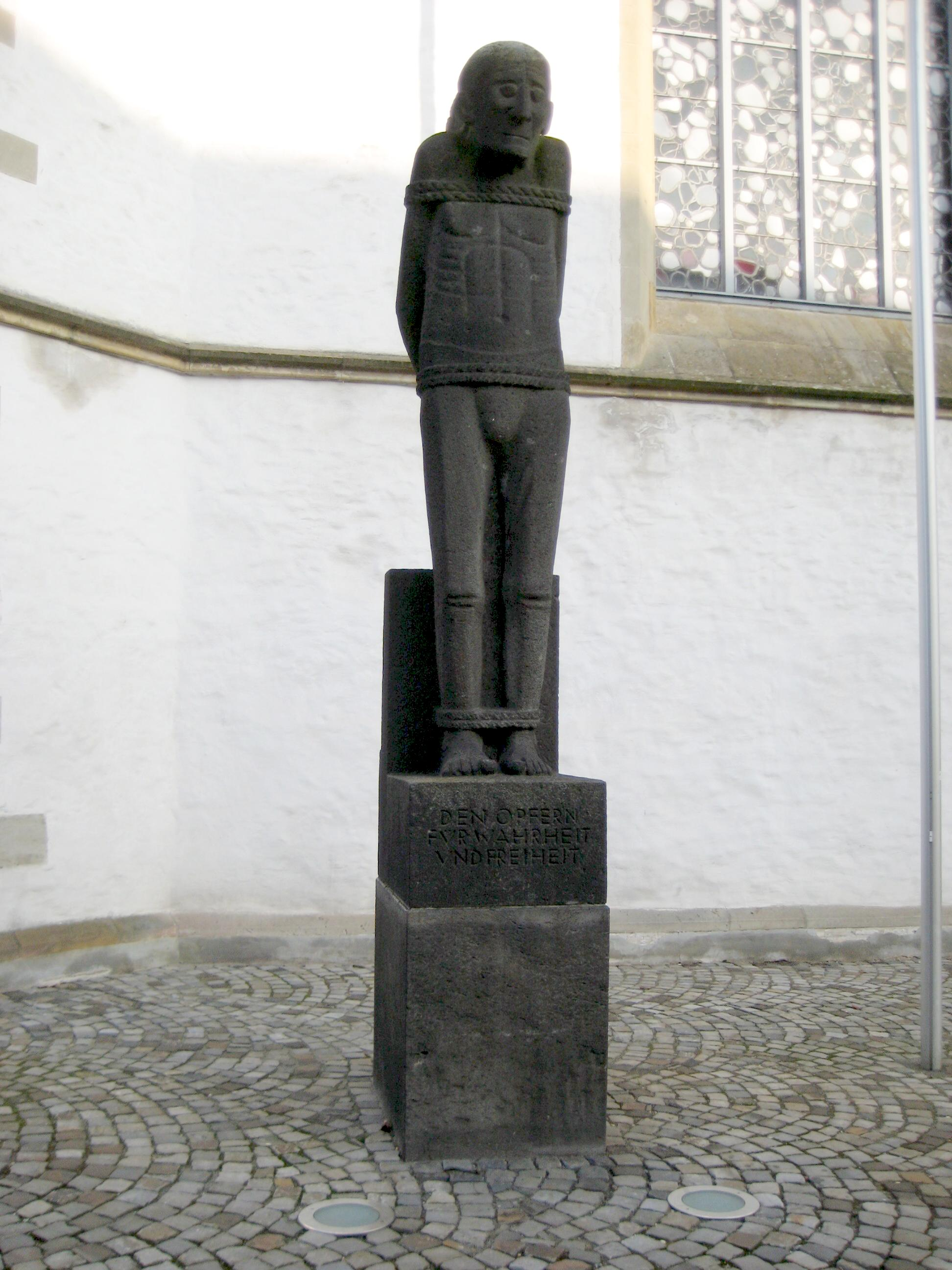
Der Gefesselte (1963/1964)
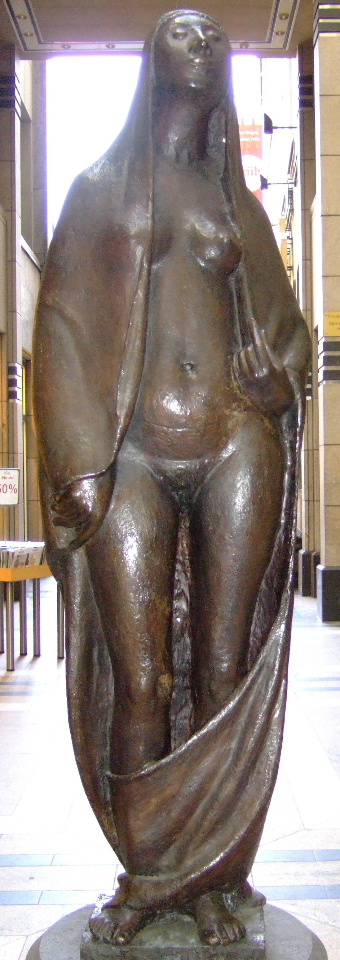
Gaea II (1965)
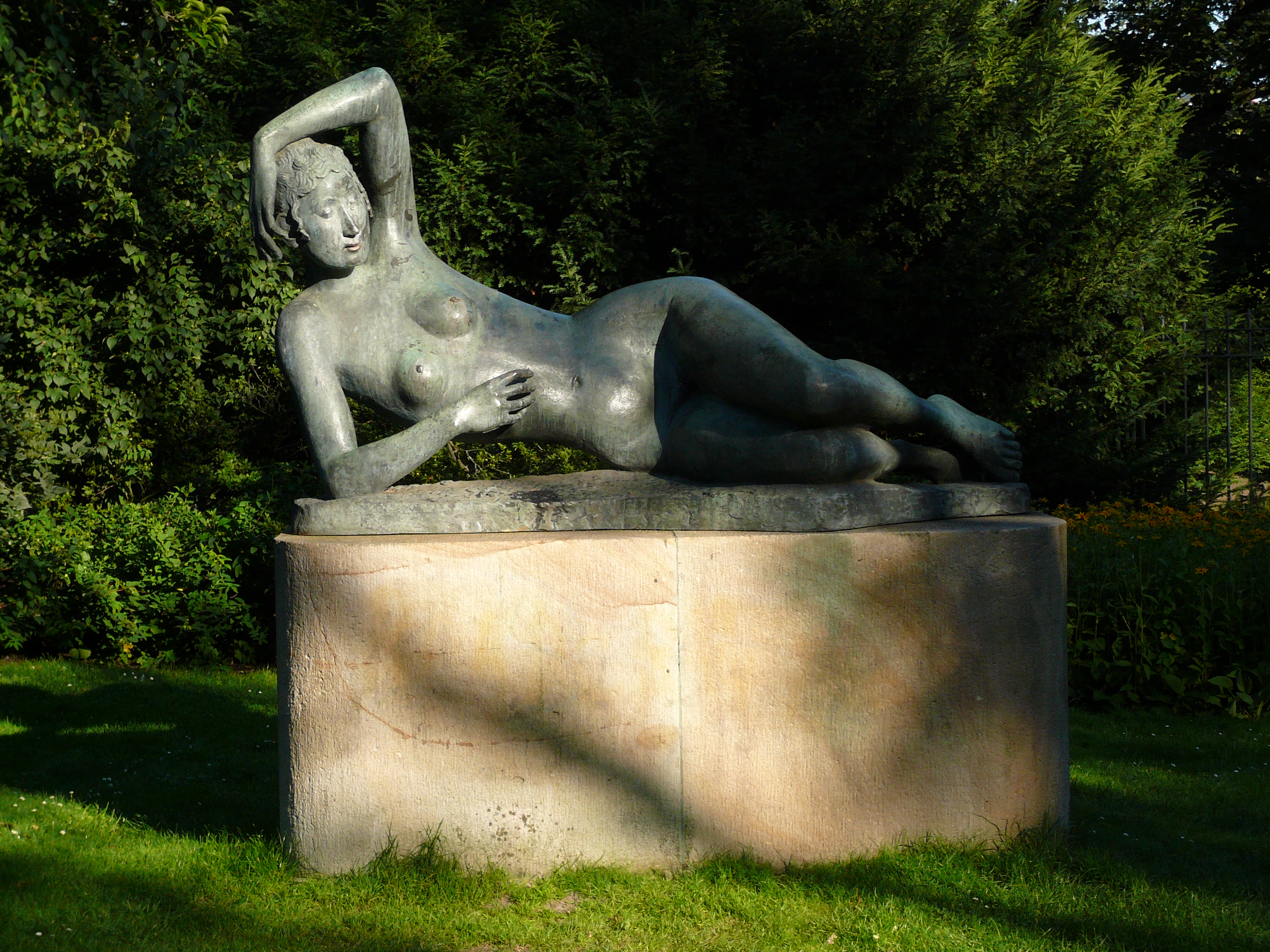
Aegina, Bremen, 1966
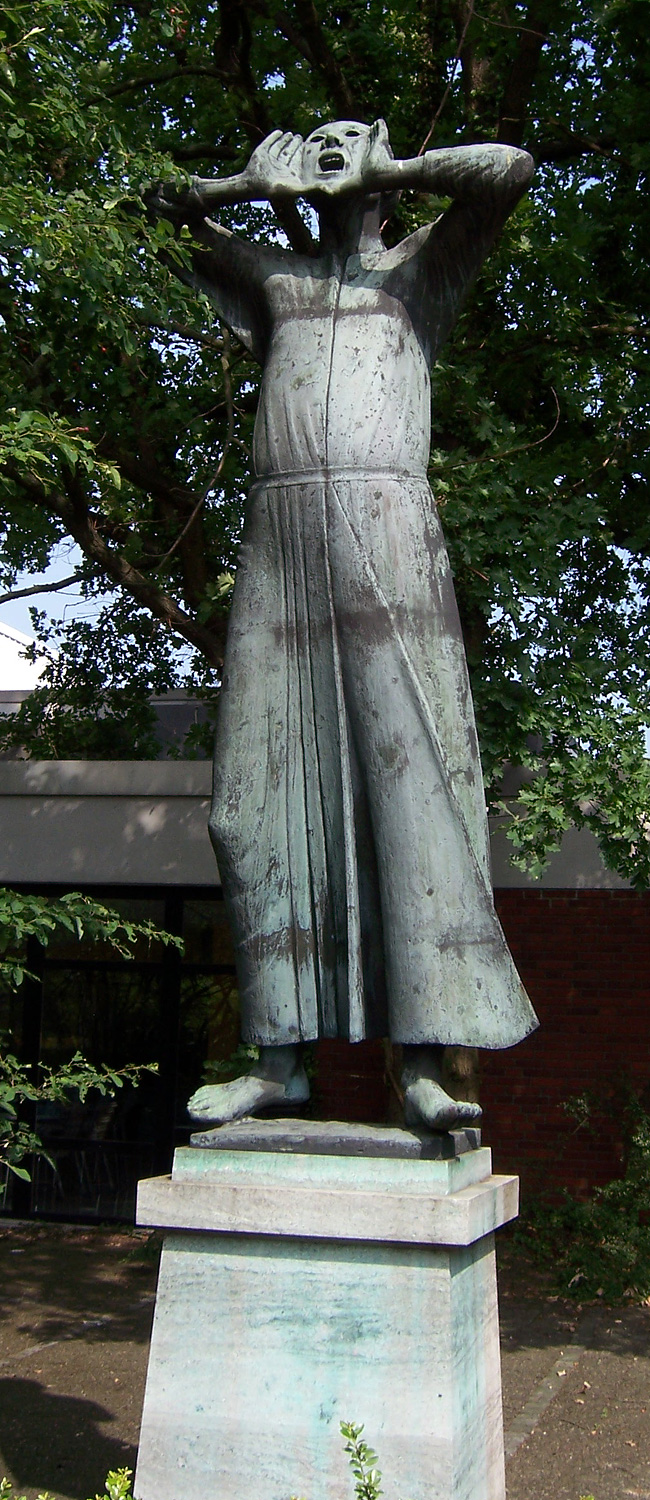
Der Rufer (1967)
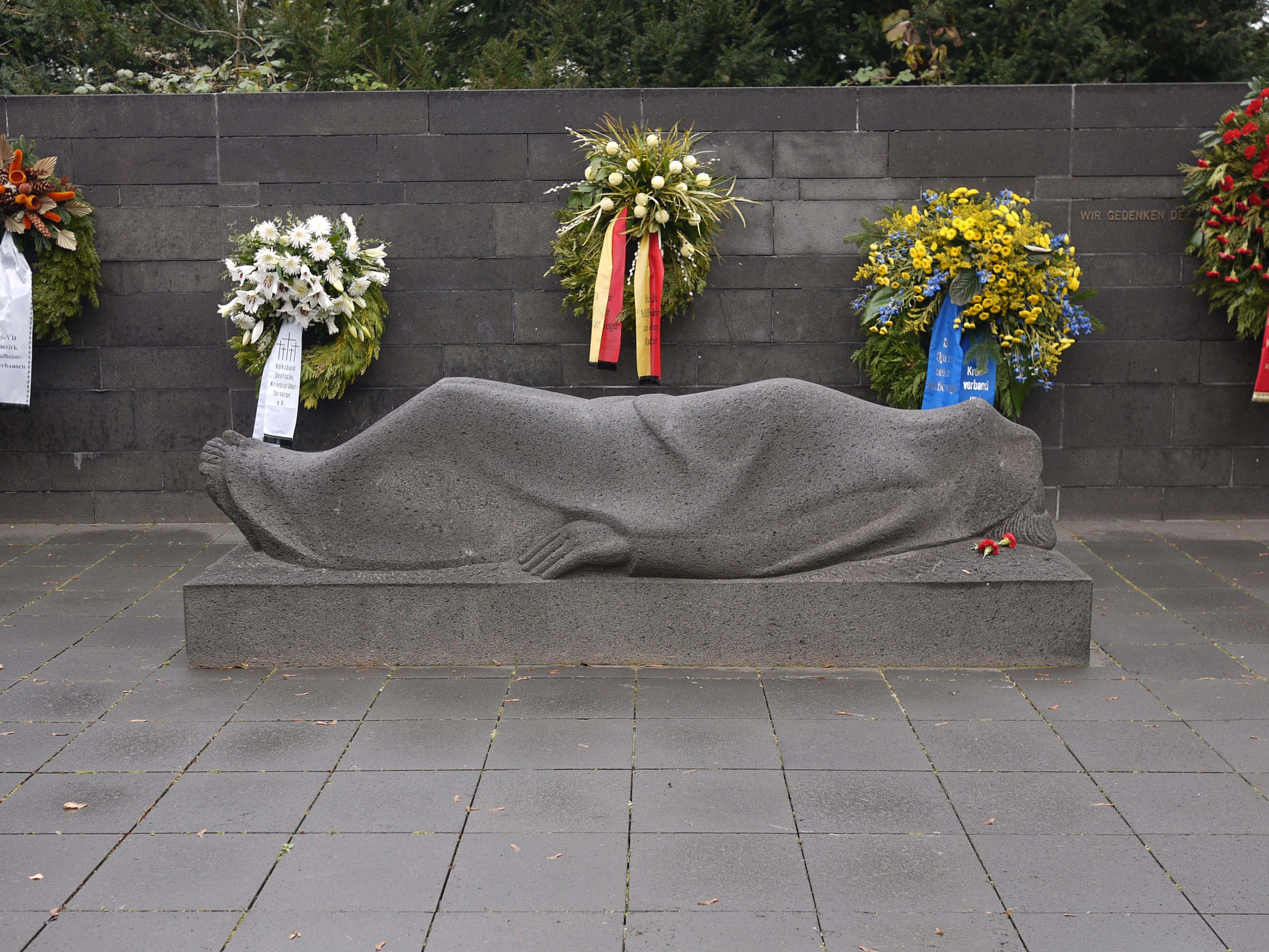
Mahnmal für die Opfer beider Weltkriege in Mülheim (1968)
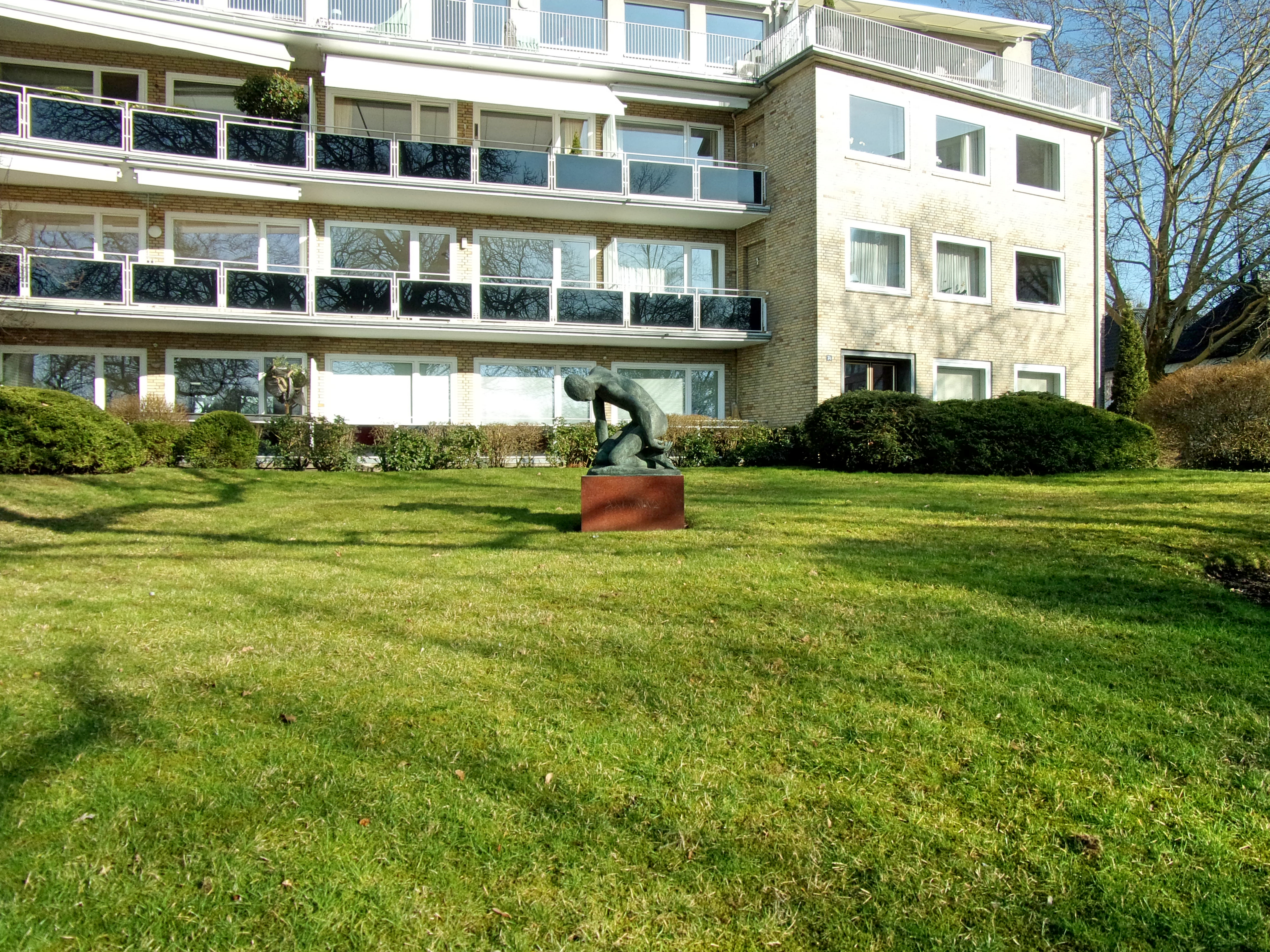
Verwundeter Achill, Hamburg, Bellevue 35 (1969)
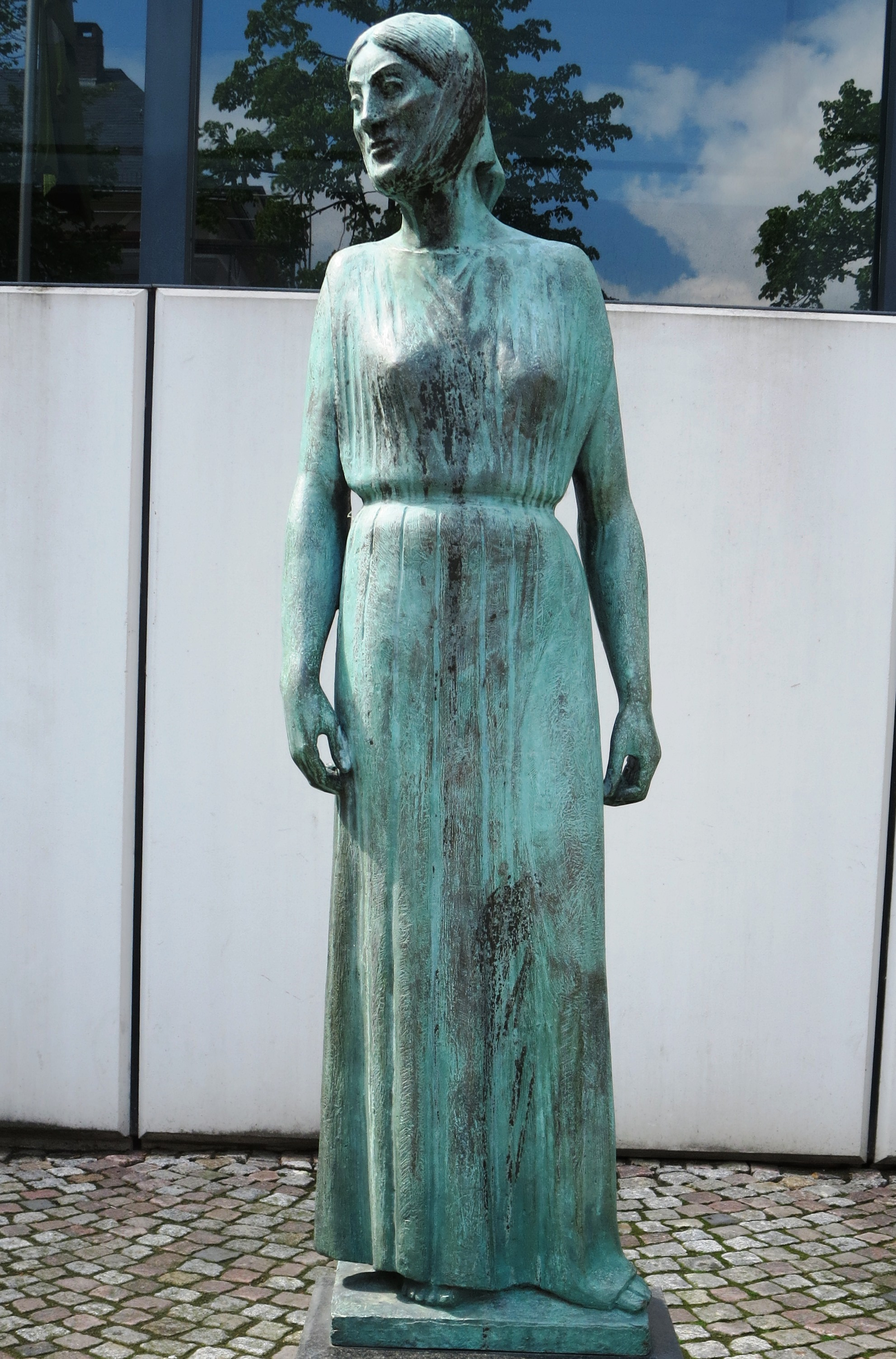
Die Hüterin (1974)
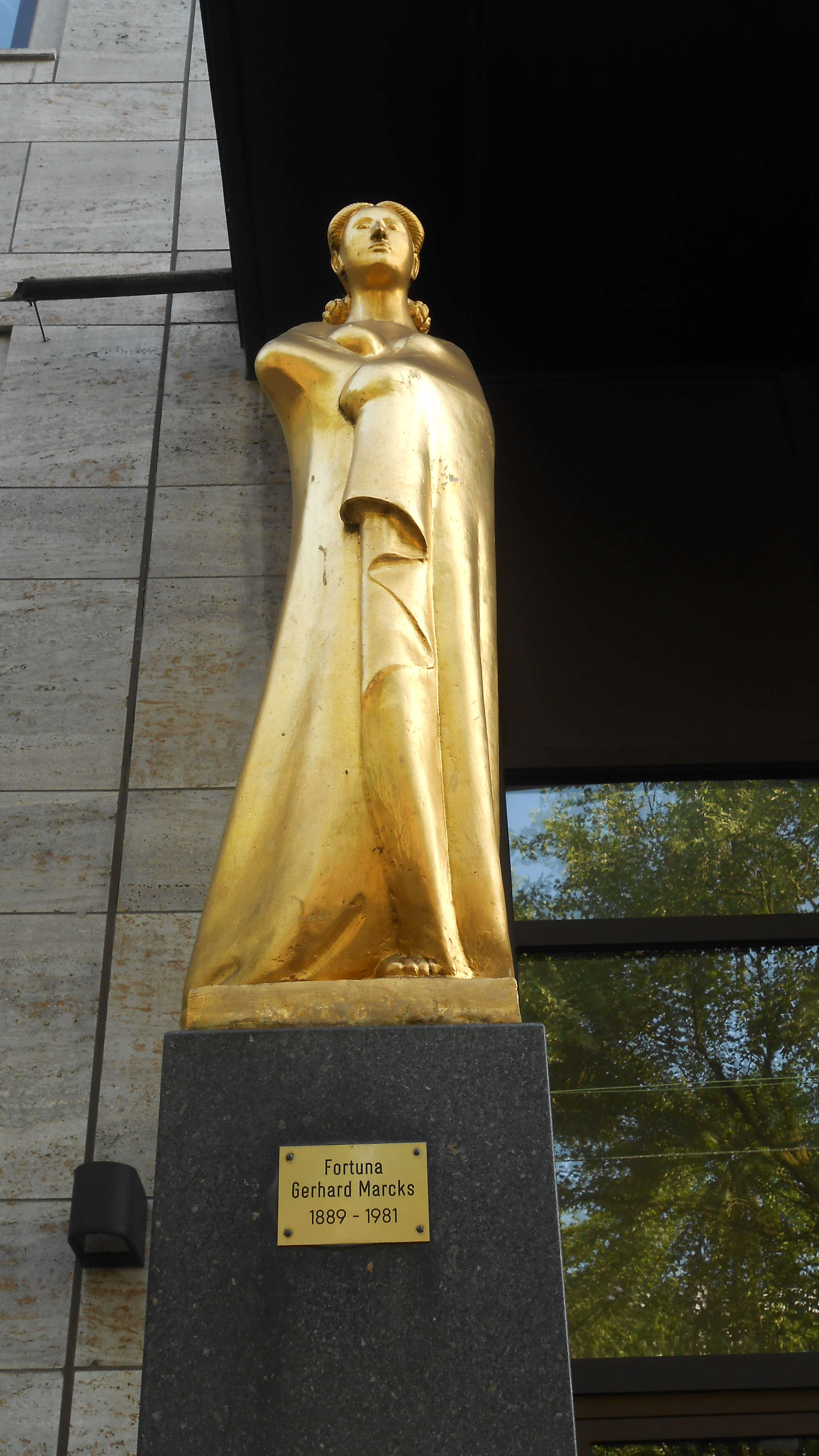
Die Fortuna vor der Dortmunder Filiale der Deutschen Bundesbank
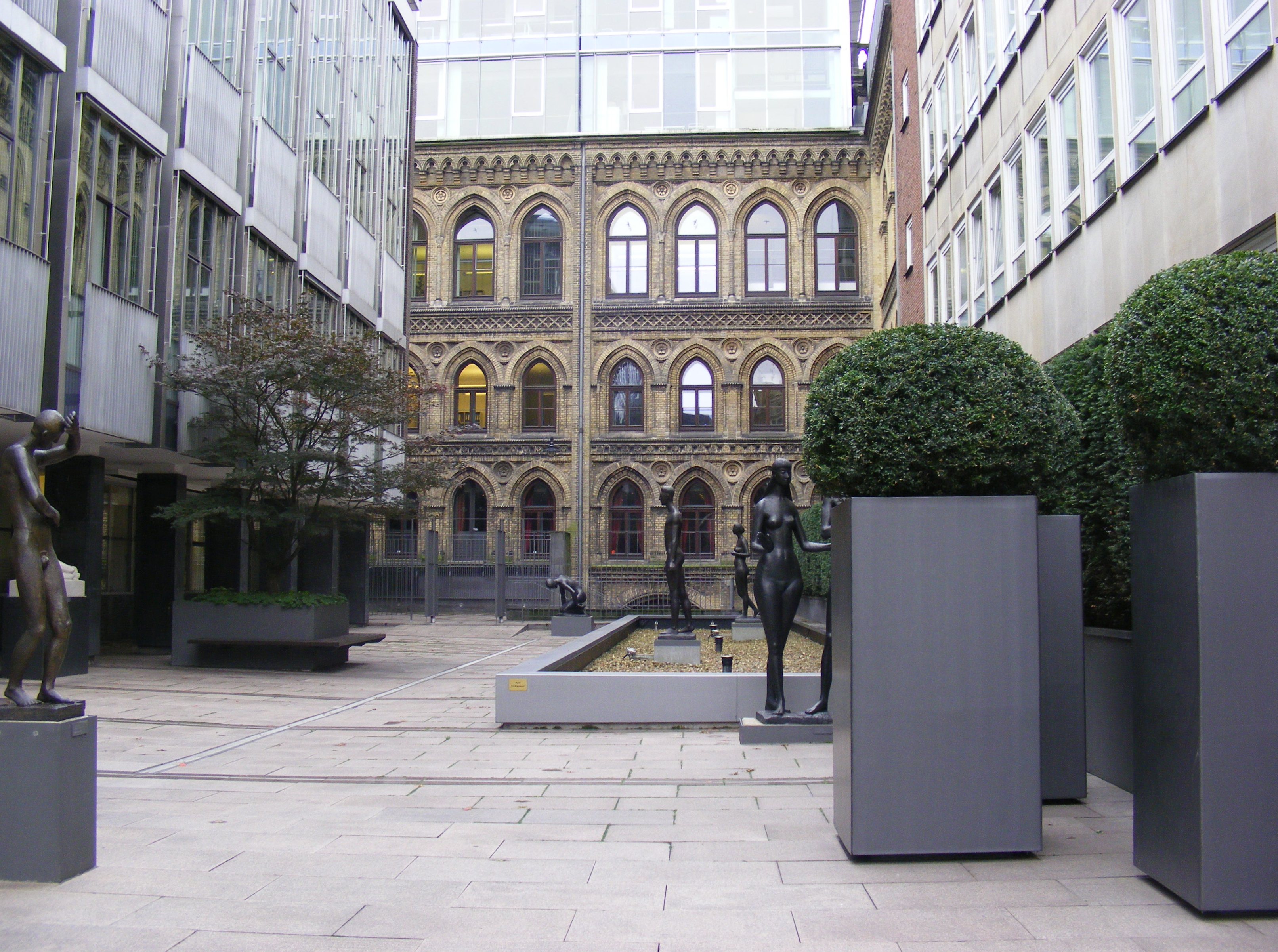
Skulpturengarten der Bremer Bürgerschaft (1960–1969)
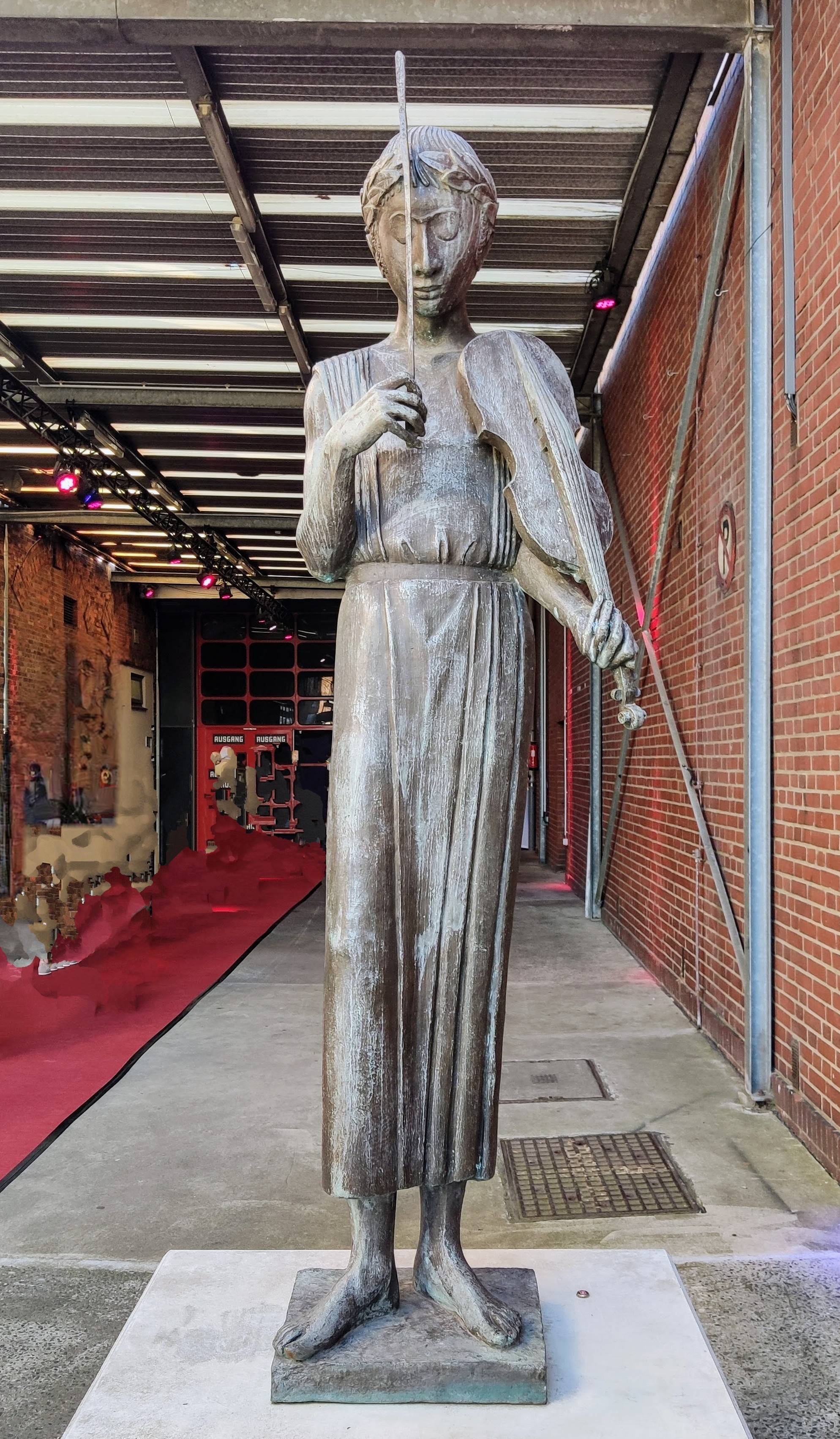
Orpheus (Gerhard Marcks 1959, Bremen)
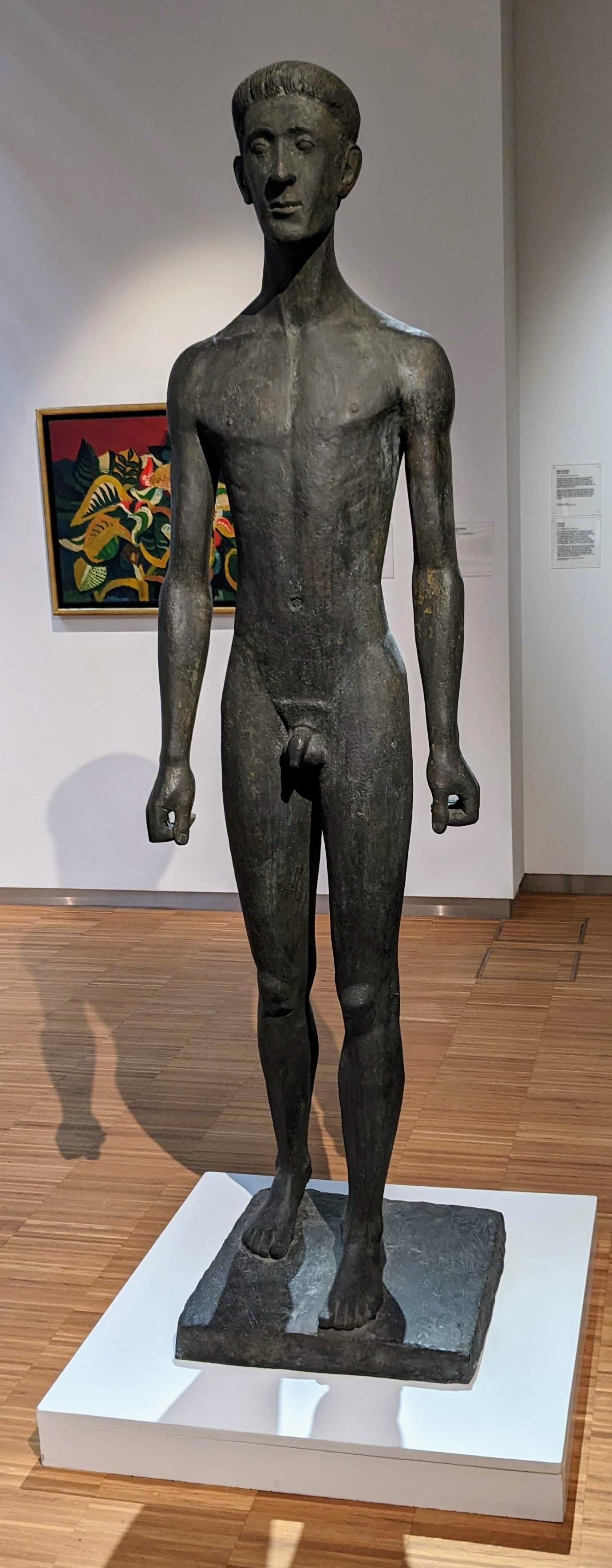
Schreitender Jüngling (1960)